# اما گلدمن
اِما گُلدمن (به انگلیسی: Emma Goldman؛ زادهٔ ۲۷ ژوئن [به سیستم قدیمی ۱۵ ژوئن]، ۱۸۶۹ – درگذشتهٔ ۱۴ مه ۱۹۴۰) فعال سیاسی و نویسنده آنارشیست بود. وی در نیمه اول قرن ۲۰، در آمریکای شمالی و اروپا، نقشی محوری در توسعه فلسفه سیاسی آنارشیسم داشت.
گلدمن در شهر کاوناس، لیتوانی (بخشی از امپراتوری روسیه در آن زمان)، در خانواده‌ای یهودی لیتوانیایی ارتدکس زاده شد و در سال ۱۸۸۵ به ایالات متحده مهاجرت کرد. گلدمن پس از ماجرای های‌مارکت شیکاگو، به آنارشیسم گرایش پیدا کرد و نویسنده و مدرسی مشهور در فلسفهٔ آنارشیست، حقوق زنان و مسائل اجتماعی شد و هزاران نفر را به سوی خود جذب کرد. او و نویسنده آنارشیست، الکساندر برکمن، معشوق و دوست مادام‌العمر بودند و قصد کردند هنری کلی فریک، صنعتگر و سرمایه‌دار، را در اقدامی تبلیغی ترور کنند. فریک در سال ۱۸۹۲ و پس از سوء قصد به جانش، زنده ماند و برکمن به ۲۲ سال زندان محکوم شد. گلدمن در سال‌های بعد چندین بار به جرم «تحریک به شورش» و توزیع غیرقانونی اطلاعات مربوط به کنترل بارداری، زندانی شد. در سال ۱۹۰۶، گلدمن ژورنال آنارشیست مادر زمین را تأسیس کرد.
در سال ۱۹۱۷، گلدمن و برکمن به جرم توطئه برای «تحریک افراد به عدم ثبت‌نام» در خدمت اجباری، به دو سال زندان محکوم شدند. پس از آزادی از زندان، آن‌ها به همراه ۲۴۸ نفر دیگر دستگیر و به روسیه تبعید شدند. گلدمن در ابتدا در آن کشور حامی انقلاب اکتبر و به قدرت رسیدن بلشویکها بود ولی در پی شورش کرونشتات نظر خود را تغییر داد. او اتحاد جماهیر شوروی را به خاطر سرکوب خشونت‌آمیز صداهای مستقل محکوم می‌کرد. گلدمن اتحاد جماهیر شوروی را ترک کرد و در سال ۱۹۲۳ کتابی دربارهٔ تجارب خود نوشت که با نام ناامیدی من در روسیه منتشر شد. وی در حالی که سال‌های بعدی را در انگلستان، کانادا و فرانسه می‌گذراند، زندگی‌نامهٔ دیگری به نام زندگیم را می‌کنم نوشت، که در دو جلد، در سال‌های ۱۹۳۱ و ۱۹۳۵، منتشر شد. پس از آغاز جنگ داخلی اسپانیا، گلدمن برای حمایت از انقلاب آنارشیستی آنجا، به اسپانیا سفر کرد. وی در ۱۴ ماه مه ۱۹۴۰ در ۷۰ سالگی، در تورنتو کانادا درگذشت.
گلدمن در طول زندگی خود، به عنوان یک «زن شورشی» آزاداندیش توسط ستایشگرانش تحسین می‌شد و منتقدانش او را به خاطر دفاعش از قتل با انگیزه‌های سیاسی و انقلاب خشونت‌آمیز، محکوم می‌کنند. نوشته‌ها و سخنرانی‌های وی شامل موضوعات مختلفی از جمله زندان‌ها، آتئیسم، آزادی بیان، نظامی‌گری، سرمایه‌داری، ازدواج، عشق آزاد و همجنس‌گرایی می‌شود. اگرچه او از موج اول فمینیسم و تلاش‌های آن جنبش در اخذ حق رأی زنان فاصله گرفت، اما روش‌های جدیدی را برای ادغام سیاست‌های جنسیتی در آنارشیسم ایجاد کرد. پس از دهه‌ها گمنامی، گلدمن مجدداً از دههٔ ۱۹۷۰، هنگامی که پیروان فمینیسم و آنارشیسم به زندگی و عقاید او علاقه‌مند شدند، جایگاه برجسته‌ای پیدا کرد.

## زندگی

### خانواده
اما گلدمن در یک خانوادهٔ یهودی ارتدکس در شهر کونو در امپراتوری روسیه متولد شد. این شهر اکنون در لیتوانی به نام کاوناس شناخته می‌شود. مادر گلدمن، توبه بینوویچ، ابتدا با مردی ازدواج کرده بود و دو دختر از این ازدواج داشت - هلنا متولد ۱۸۶۰ و لنا متولد ۱۸۶۲. وقتی شوهر اول او در اثر بیماری سل درگذشت، توبه افسرده شد. گلدمن بعداً نوشت: «هر عشقی که داشت با مرد جوانی که در سن پانزده سالگی با او ازدواج کرده بود، مُرد.»
ازدواج دوم توبه توسط خانواده‌اش ترتیب داده شد و به قول گلدمن «از ابتدا این ازدواج ناسازگار بود.» شوهر دوم او، آبراهام گلدمن، ارثی که به توبه رسیده بود را در مشاغلی سرمایه‌گذاری کرد که به سرعت ورشکست شدند. سختی‌های ناشی از آن، همراه با فاصله عاطفی بین زن و شوهر، محیط خانواده را به مکانی پرتنش برای فرزندان تبدیل کرد. وقتی توبه باردار می‌شد، آبراهام امیدوار بود پسری به دنیا آید. به اعتقاد او، دختر بودن نوزاد نشانه‌ای از شکست می‌بود. آن‌ها سرانجام صاحب سه پسر شدند، اما اولین فرزند آن‌ها اِما بود.
اما گلدمن در ۲۷ ژوئن ۱۸۶۹ به دنیا آمد. پدرش برای تنبیه فرزندان خود از خشونت استفاده می‌کرد و آن‌ها را در صورت عدم اطاعت، کتک می‌زد. در این میان اما از دیگر بچه‌ها یاغی‌تر بود و بیشتر چوب می‌خورد. مادر او ملاطفت کمی داشت و به ندرت ضامن کودکان می‌شد تا پدر کتک زدن را تمام کند. گلدمن بعداً حدس زد که خلق و خوی عصبانی پدرش حداقل تا حدی ناشی از ناامیدی جنسی بوده‌است.
روابط گلدمن با خواهران ناتنی بزرگترش، هلنا و لنا، برعکس این رویه بود. هلنا، بزرگ‌ترین خواهر، مهر مادری را جبران می‌کرد. اما در دوران کودکی «هر خوشی که داشت» از مهر او بود. ولی لنا سختگیر بود و صمیمی نمی‌شد. علاوه بر این سه خواهر، برادران لوئیس (که در شش سالگی درگذشت)، هرمان (متولد ۱۸۷۲) و مویشه (متولد ۱۸۷۹) هم بودند.

### بلوغ

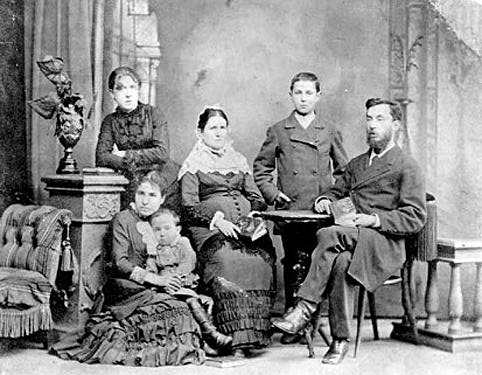
خانواده اما گلدمن در سال ۱۸۸۲ در سن پترزبورگ روسیه. از چپ به راست: اما ایستاده، هلنا نشسته، موریس در آغوش هلنا، توبه، هرمان و آبراهام.

هنگامی که اما دختری جوان بود، خانوادهٔ گلدمن به روستای پاپیله نقل مکان کردند، که پدرشان در آنجا یک مسافرخانه را اداره می‌کرد. در حالی که خواهران اما کار می‌کردند، او با یک خدمتکار به نام پتروشکا دوست شد، که «اولین احساسات اروتیک» او را تحریک نمود. بعدها در پاپیله او شاهد شلاق زدن یک مرد روستایی در خیابان بود. این واقعه به او آسیب رساند و باعث بیزاری مادام‌العمرش از اقتدار خشونت‌آمیز شد.
در سن هفت سالگی، گلدمن با خانواده‌اش به شهرستان پروسی کونیگسبرگ (که آن زمان بخشی از امپراتوری آلمان بود) نقل مکان کرد و در مدرسه‌ای ثبت‌نام نمود. در آنجا معلمی داشت که دانش‌آموزان نافرمانی، همچون او را با خط‌کش تنبیه می‌کرد. معلم دیگری سعی در تحقیر دانش‌آموزان دختر خود داشت و وقتی گلدمن جوابش را داد، اخراج شد. او یک معلم دلسوز در کلاس زبان آلمانی هم داشت، که کتاب‌هایش را به او قرض می‌داد و او را به یک اپرا برد. گلدمن که یک دانش‌آموز پرشور بود، برای پذیرش در جیمنیزیوم آزمون ورودی را قبول شد، اما معلم دین او، از ارائهٔ گواهی رفتار خوب خودداری کرد و او قادر به حضور در آنجا نشد.
خانواده به پایتخت روسیه در سن پترزبورگ نقل مکان کردند، جایی که پدرش یکی پس از دیگری کسب و کارهای ناموفق راه می‌انداخت. فقر آن‌ها فرزندان را مجبور به کار کرد و اما گلدمن در مجموعه‌ای از مشاغل، از جمله شغلی در مغازه کُرست، به کار گرفته شد. هنگامی که اما در نوجوانی از پدرش التماس کرد اجازه دهد او به مدرسه برگردد، پدر در عوض کتاب فرانسوی او را به آتش انداخت و فریاد زد: «دختران لازم نیست چیزهای زیادی یاد بگیرند! کل چیزهایی که یک دختر یهودی لازم است بداند، این است که چگونه برای تهیه ماهی گفیلته، رشته‌فرنگی را خوب برش بدهد و بچه‌های زیادی برای شوهرش بار آورد».
گلدمن مستقلاً و به تنهایی درس خواندن را ادامه داد و به زودی شروع به مطالعه دربارهٔ موضوعات سیاسی پیرامون خود، به ویژه نیهیلیست‌های مسئول ترور الکساندر دوم روسیه کرد. آشفتگی‌های ناشی از آن رخداد، گلدمن را شیفتهٔ خود کرد، اگرچه او در آن زمان درک کاملی از آن نداشت. هنگامی که او رمان نیکلای چرنیشفسکی، چه کاری باید انجام شود؟ (۱۸۶۳) را خواند، او الگویی در شخصیت اصلی داستان، وِرا، پیدا کرد. او فلسفه نیهیلیستی را پیش گرفت و از خانوادهٔ سرکوبگر خود فرار کرد تا آزادانه زندگی کند و یک تعاونی خیاطی ترتیب دهد. این کتاب گلدمن را شیفتهٔ خود کرد و در طول زندگی او منبع الهام باقی ماند.
در همین حال، پدرش همچنان به آیندهٔ خانه‌داری او اصرار داشت و تلاش می‌کرد تا در سن پانزده‌سالگی او را شوهر دهد. آن‌ها دائماً در مورد این موضوع نزاع داشتند. پدر شکوه می‌کرد که او در حال تبدیل شدن به یک زن «گشاد» است و در عوض اما اصرار داشت که تنها در صورت عاشق شدن ازدواج خواهد کرد. در مغازهٔ کرست، او مجبور شد از آزار ناخواستهٔ افسران روسی و دیگر مردان جلوگیری کند. یک مرد او را به اتاقی در هتل برد و آنچه را گلدمن «تماس خشونت‌آمیز» توصیف کرده، مرتکب شد. دو زندگی‌نامه‌نویس این واقعه را یک تجاوز جنسی می‌نامند. او از این تجربه مبهوت شد و آن گونه که خود نوشته، «شوک کشف این مسئله که تماس بین زن و مرد می‌تواند بسیار وحشیانه و دردناک باشد»، بر او غلبه کرد. گلدمن احساس کرد که این برخورد برای همیشه تعاملات او با مردان را مختل می‌کند.

### روچستر، نیویورک

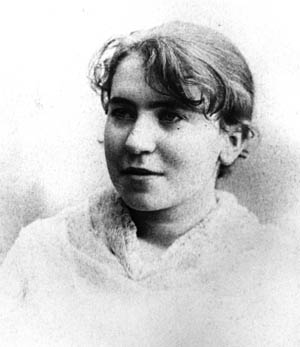
اما گلدمن در سال ۱۸۸۶

در سال ۱۸۸۵، خواهرش هلنا قصد داشت برای پیوستن به خواهر دیگر، لنا و همسر او، به نیویورک در ایالات متحده مهاجرت کند. اما هم می‌خواست به خواهرانش بپیوندد، اما پدر آن‌ها اجازهٔ این کار را نداد. با وجود پیشنهاد هلنا برای پرداخت هزینه‌های سفر، آبراهام گوش به خواستهٔ آن‌ها نبست. گلدمنِ ناامید تهدید کرد که اگر نتواند برود، خود را به رودخانه نوا خواهد انداخت و پدرشان سرانجام پذیرفت. در تاریخ ۲۹ دسامبر سال ۱۸۸۵، هلنا و اما وارد باغ قلعه نیویورک شدند که محل ورود مهاجران بود.
آن‌ها در بخش شمالی ایالت ساکن شدند، چنان‌که لنا و ساموئل (شوهرش) خانه‌ای در روچستر ساخته بودند. والدین و برادران آن‌ها، با افزایش یهودستیزی در سن پترزبورگ، یک سال بعد به آن‌ها در آمریکا پیوستند. گلدمن به عنوان خیاط شروع به کار کرد و بیش از ده ساعت در روز مانتو می‌دوخت و هفته‌ای دو و نیم دلار درآمد داشت. او درخواست افزایش حقوق کرد و اخراج شد. او خیاطی را ترک کرده و در یک فروشگاه کوچک‌تر در همان نزدیکی مشغول شد.
در کار جدید خود، گلدمن با یکی از همکارانش به نام جیکوب کرشنر آشنا شد، که عشق او به کتاب، رقص و مسافرت و همچنین ناامیدی از یکنواختی کار در کارخانه، در وی اثر گذاشت. پس از چهار ماه، آن‌ها در فوریه ۱۸۸۷ ازدواج کردند. با این حال، هنگامی که او نزد خانوادهٔ گلدمن رفت، روابط آن‌ها از هم پاشید. شب عروسی، متوجه شدند که جیکوب ناتوان است؛ آن‌ها از نظر عاطفی و جسمی دور شدند. طولی نکشید که جیکوب دچار حسادت و شکاکیت شد. در همین حال، اما بیشتر درگیر مسائل سیاسی پیرامون خود بود - به ویژه پس از اعدام‌های مربوط به ماجرای های‌مارکت ۱۸۸۶ در شیکاگو، با فلسفه سیاسی ضد استبدادی آنارشیسم آشنا شد.
کمتر از یک سال از عروسی گذشته بود که زن و شوهر طلاق گرفتند. کرشنر از گلدمن خواست که برگردد و تهدید کرد که اگر این کار را نکند، خودش را مسموم می‌کند. آن‌ها دوباره به هم پیوستند، اما بعد از سه ماه، گلدمن بار دیگر ترکش کرد. والدین اما رفتار او را «نُنُری» می‌دانستند و از ورود او به خانه‌شان امتناع ورزیدند. او که چرخ خیاطی خود را در یک دست داشت و کیسه‌ای با پنج دلار در دست دیگر، از روچستر خارج شد و به جنوب‌شرقی شهر نیویورک رفت.

### موست و برکمن

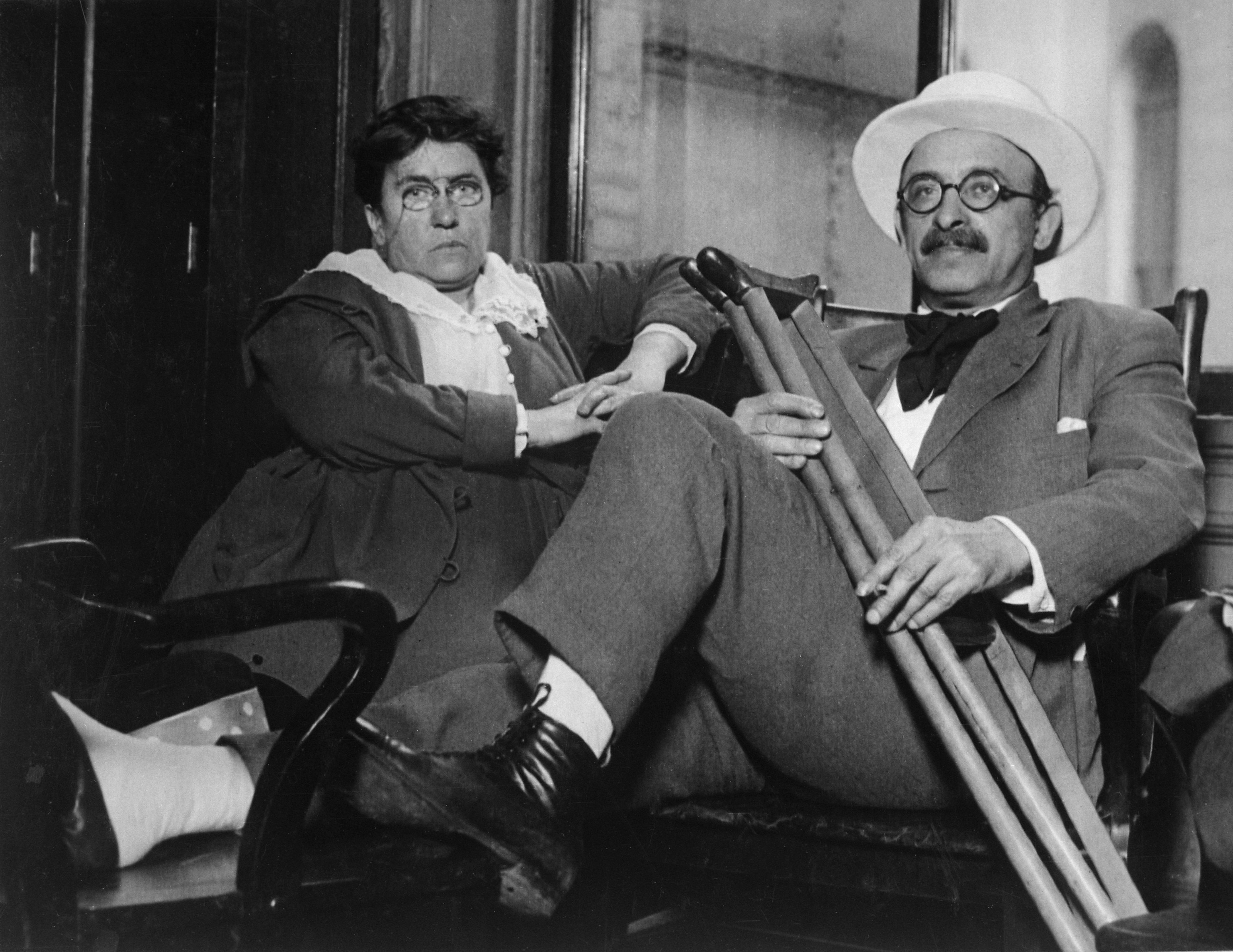
گلدمن از یک رابطه ده ساله با معشوقش الکساندر برکمن لذت می‌برد. عکس ح. ۱۹۱۷–۱۹۱۹.

گلدمن در اولین روز حضور خود در شهر با دو مرد ملاقات کرد که زندگی وی را بسیار تغییر دادند. در کافه ساکس، محلی برای تجمع رادیکال‌ها، وی با الکساندر برکمن، آنارشیستی که او را به سخنرانی عمومی عصر همان روز دعوت کرد، معرفی شد. آن‌ها برای شنیدن خطابهٔ یوهان موست، سردبیر نشریۀ رادیکال به نام آزادی یا فرایهایت (Freiheit) و طرفدار «تبلیغ عمل» (استفاده از خشونت برای تبلیغات) مشتاق بودند. او تحت تأثیر سخنان آتشین موست قرار گرفت و موست او را زیر بال خود گرفت و او را در زمینهٔ سخنرانی کردن در جمع، آموزش داد. او اِما را به شدت تشویق کرد و به او گفت که «وقتی من رفتم، جای من را بگیر». یکی از اولین سخنرانی‌های عمومی اما در حمایت از «روش»، در روچستر، بود. گلدمن پس از آن که هلنا را متقاعد کرد که چیزی دربارهٔ سخنرانی به خانواده نگوید، خطابه را ایراد کرد. او بعداً دربارهٔ این روز نوشت:
اتفاق غریبی روی داد. در آنی همه چیز از جلوی چشمم گذشت—هر آنچه در این سه سال در روچستر برایم رخ داده بود: کارگری در کارخانه، جان‌کندن و حس حقارت آن، شکستم در ازدواج، جنایت شیکاگو… من شروع کردم به سخنرانی. حرف‌هایی که هیچ‌گاه از کلامم جاری نمی‌شد، سریع و سریع‌تر بیرون می‌آمد. حرف‌ها قدرتی شهوانی داشتند… مخاطبان ناپدید شدند، خود سالن غیب شد؛ خودآگاه من کلمات را می‌راند و نئشه از ترانه‌ای که می‌سرودم بودم.
گلدمن که از این تجربه هیجان زده شده بود، برای دفعات بعدی، وجههٔ عمومی خود را اصلاح کرد. با این حال، خیلی زود او خود را در حال بحث با موست، بر سر استقلالش دید. پس از یک سخنرانی مهم در کلیولند، او احساس کرد که «طوطی تکرارکنندهٔ نظرات موست» شده‌است و تصمیم گرفت که افکار خودش را روی صحنه بیان کند. وقتی او به نیویورک بازگشت، موست خشمگین شد و به او گفت: "کسی که با من نیست، مخالف من است!"اما پس از آن مجلهٔ فرایهایت را ترک کرد و به نشریهٔ دیگری به نام آوتونوم (Die Autonomie) پیوست.
در همین حال، گلدمن دوستی با برکمن را هم آغاز کرد و او را عاشقانه «ساشا» می‌نامید. طولی نکشید که آن‌ها عاشق شدند و با پسر عمویش مُدست «فدیا» اشتین و دوست گلدمن، هلن مینکین، در خیابان ۴۲ به یک آپارتمان مشترک رفتند. اگرچه روابط آن‌ها مشکلات بی‌شماری داشت، اما گلدمن و برکمن برای چندین دهه با یکدیگر هم‌عقیده بودند و در اصول آنارشیستی و تعهد به برابری شخصی هم‌نظر بودند.
در سال ۱۸۹۲، گلدمن به همراه برکمن و اشتاین، به افتتاح فروشگاه بستنی در ووستر، ماساچوست پیوست. با این حال، پس از چند ماه فعالیت فروشگاه، گلدمن و برکمن با درگیر شدن در اعتصاب خانگی غرب پنسیلوانیا در نزدیکی پیتسبورگ، منحرف شدند.

### توطئه خانگی
برکمن و گلدمن از طریق اعتصاب خانگی به هم پیوستند. در ژوئن ۱۸۹۲، هنگامی که مذاکرات بین شرکت فولاد کارنگی و انجمن صنفی کارگران آهن و فولاد (AA) انجام شد، کارخانه فولاد هومستید، پنسیلوانیا، متعلق به اندرو کارنگی، مورد توجه ملی قرار گرفت. مدیر کارخانه هنری کلی فریک، مخالف سرسخت اتحادیه بود. هنگامی که دور آخر مذاکرات در پایان ماه ژوئن ناموفق بود، مدیریت کارخانه را تعطیل و کارگران را معلق کرد، که بلافاصله اعتصاب کردند. اعتصاب‌کنندگان وارد عمل شدند و شرکت محافظین پینکرتون را، برای محافظت در برابر آن‌ها، استخدام کرد. در ۶ ژوئیه، بین ۳۰۰ نگهبان پینکرتون و جمعیت کارگران مسلح اتحادیه نزاع درگرفت. در طی دوازده ساعت تیراندازی، هفت نگهبان و ۹ اعتصابگر کشته شدند.

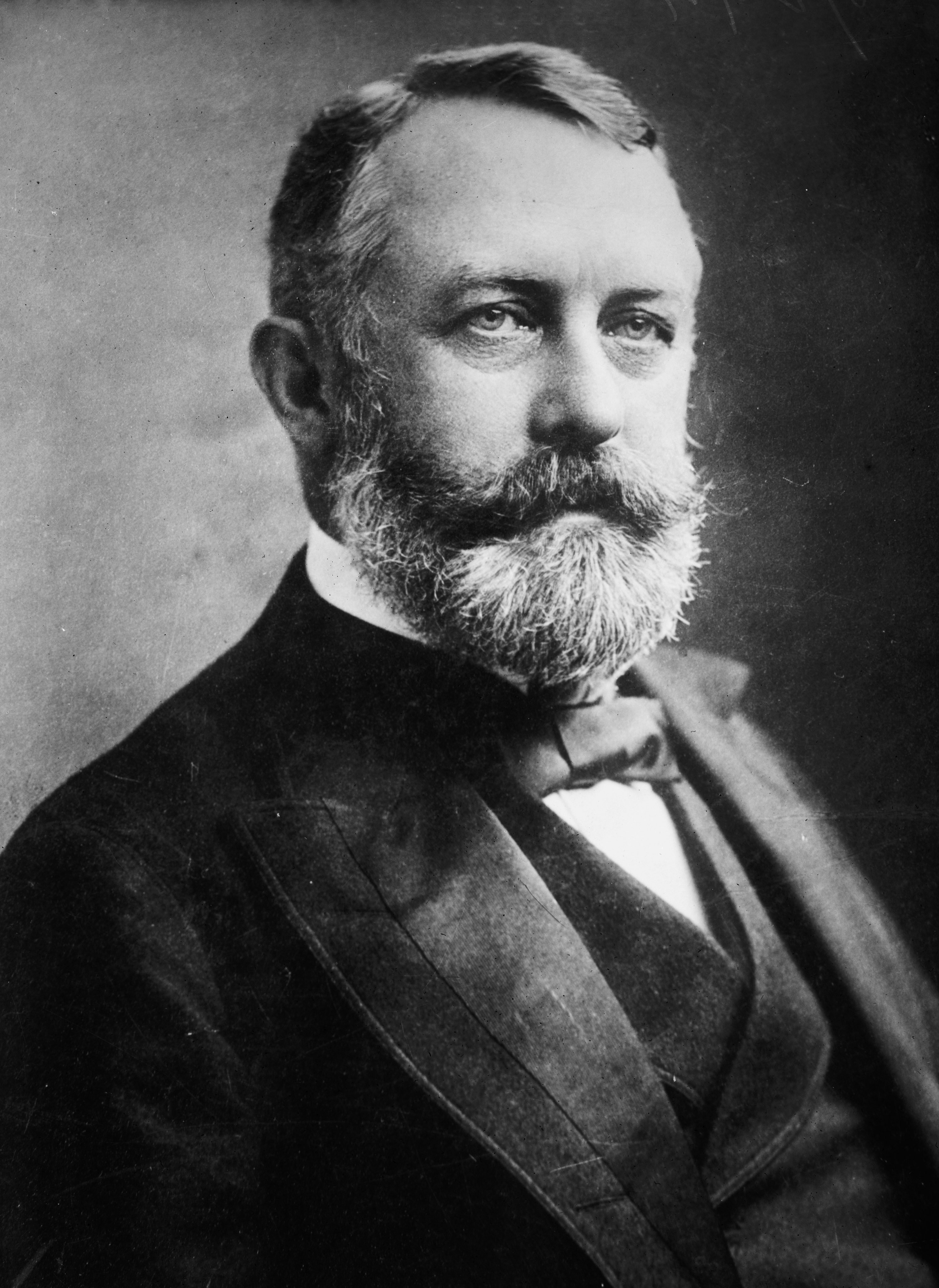
گلدمن و برکمن معتقد بودند که ترور انتقام‌جویانهٔ مدیر شرکت فولاد کارنگی، هنری کلی فریک (در تصویر) «باعث ایجاد وحشت در روح طبقهٔ او خواهد شد» و «آموزه‌های آنارشیسم را پیش‌روی جهان قرار می‌دهد».

وقتی اکثر روزنامه‌های کشور از اعتصاب‌کنندگان حمایت کردند، گلدمن و برکمن تصمیم به ترور فریک گرفتند، عملی که انتظار داشتند کارگران را به شورش علیه نظام سرمایه‌داری تحریک کند. برکمن ترجیح داد خودش ترور را انجام بدهد و به گلدمن گفت عقب بماند، تا پس از این که به زندان افتاد، انگیزه‌های او را برای دیگران شرح دهد. برکمن مسئول «عمل» خواهد بود و گلدمن مسئول پروپاگاندا. برکمن تلاش‌هایی برای ساخت بمب کرد و موفق نشد، سپس برای خرید اسلحه و یک لباس مناسب لباس عازم پیتسبورگ شد.
در همین حال، گلدمن به گفتهٔ خودش، تصمیم گرفت از طریق روسپی‌گری به این طرح کمک مالی کند. وی با یادآوری شخصیت «سونیا» در رمان جنایت و مکافات اثر فیودور داستایفسکی (۱۸۶۶) گفت: «او برای حمایت از برادران و خواهران کوچکش روسپی شده بود… وقتی سونیای حساس می‌تواند بدن خود را بفروشد، چرا من نتوانم؟» یک بار هنگامی که در کوچه و خیابان، چشم مردی گلدمن را گرفت، او را به یک سالن برد، آبجویی برایش خرید، ده دلار به او داد و گفت که وی چنین «استعدادی» ندارد و باید این کار را رها کند. اما «بیش از حد برای سخنرانی ذوق‌زده» بود. او با ادعای بیماری، به هلنا نامه نوشت و از او پانزده دلار طلب کرد.
در ۲۳ ژوئیه، برکمن که اسلحه مخفی همراه داشت، به دفتر فریک راه پیدا کرد. او سه بار به فریک شلیک کرد، و از ناحیهٔ پا، به او با چاقو ضربه زد. یک گروه از کارگران که هدف برکمن نبودند هم آسیب دیدند، و پلیس او را دوره کرد. برکمن به جرم اقدام به قتل، محکوم و به ۲۲ سال زندان محکوم شد. گلدمن در غیاب طولانی او رنج می‌برد.
پلیس به آپارتمان وی حمله کرد و متقاعد شد که گلدمن هم درگیر این نقشه بوده‌است. اگرچه هیچ مدرکی پیدا نکردند، اما صاحب‌خانه را تحت‌فشار قرار دادند، تا وی را بیرون کند. از آن بدتر، اقدام ترور نتوانسته بود توده‌ها را برانگیزد: کارگران و آنارشیست‌ها به‌طور یکسان این اقدام برکمن را محکوم کردند. یوهان موست، مرشد سابق آن‌ها، به شدت برکمن و سوءقصد را مورد انتقاد قرار داد. گلدمن با عصبانیت از این هجمه‌ها، در یک سخنرانی عمومی با آوردن شلاق اسباب‌بازی، از موست خواست که دربارهٔ خیانت خود توضیح دهد. موست او را عزل کرد، گلدمن هم با شلاق به او زانوی او ضربه زد و شلاق را به سمتش پرتاب کرد. او بعداً از حمله خود پشیمان شد و به یکی از دوستانش اذعان کرد: «در بیست و سه سالگی، آدم استدلال ندارد.»

### تحریک به شورش
سال بعد، هنگامی که هراس سال ۱۸۹۳ رخ داد، ایالات متحده یکی از بدترین بحران‌های اقتصادی خود را متحمل شد. در پایان سال، نرخ بیکاری بیش از ۲۰٪ بود و «تظاهرات گرسنگی» گاهی جای خود را به شورش‌ها می‌داد. گلدمن شروع به صحبت با انبوهی از مردان و زنان ناامید شهر نیویورک کرد. در ۲۱ اوت، او با جمعیتی نزدیک به ۳۰۰۰ نفر در میدان اتحادیه صحبت کرد و کارگران بیکار را تشویق کرد تا اقدامات فوری انجام دهند. معلوم نیست سخنان او دقیقاً چه بود؛ مأموران مخفی اصرار دارند که او به مردم دستور داد «همه چیز را… به زور ببرند.» اما گلدمن بعداً این نقل را بازگو کرد: «خوب پس، پیشاپیش کاخ‌های ثروتمندان تظاهرات کنید؛ تقاضای کار کنید. اگر کار به شما ندادند، نان بخواهید. اگر هر دو خواستهٔ شما را رد کردند، نان بردارید.» بعداً در دادگاه، کارآگاه گروهبان چارلز جیکوبز، نسخه دیگری از سخنرانی او را ارائه کرد.

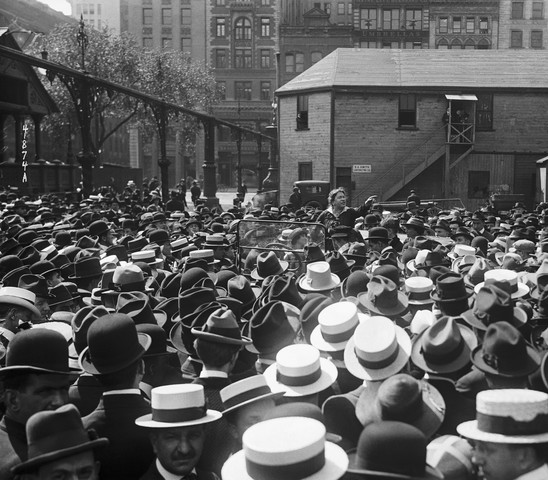
گلدمن در سال ۱۹۱۶ و در میان کارگران بی‌کار در یونیون اسکوئر، نیویورک. او می‌خواهد به جای وابستگی به امور خیریه یا کمک‌های دولتی، کارگران اقدام مستقیم کنند.

یک هفته بعد، گلدمن در فیلادلفیا دستگیر شد و به اتهام «تحریک به شورش» برای محاکمه به شهر نیویورک بازگردانده شد. در حین سفر با قطار، جیکوبز پیشنهاد داد در صورت لو دادن سایر رادیکال‌های منطقه، از اتهامات او صرف نظر شود. او با پرتاب یک لیوان آب یخ به صورت او، پاسخ داد. هنگامی که گلدمن در انتظار محاکمه بود، نلی بلای، خبرنگار روزنامه نیویورک وُرلد با او مصاحبه کرد. او پس از دو ساعت گفتگو با گلدمن، مقالهٔ مثبتی در موردش نوشت و وی را «ژان آرک مدرن» توصیف کرد.
با وجود این تبلیغات مثبت، هیئت منصفه با شهادت جیکوبز ترغیب شد و از سیاست‌های گلدمن ترسید. دستیار دادستان منطقه از گلدمن در مورد آنارشیسم و همچنین بی‌دینی وی سؤال کرد. قاضی از او به عنوان «یک زن خطرناک» نام برد. وی به یک سال زندان در جزایر بلک‌ول محکوم شد. پس از زندانی شدن، به دلیل حمله روماتیسم به بیمارستان اعزام شد. در آنجا با یک پزشک ملاقات کرد و با او دوست شد و از او آموزش پزشکی دید. وی همچنین ده‌ها کتاب از جمله آثار نویسندگان آمریکایی، رالف والدو امرسون و هنری دیوید تورو (کنش‌گرا)، ناتانیل هاوتورن (رمان‌نویس)، والت ویتمن (شاعر) و جان استوارت میل (فیلسوف) را در زندان خواند. هنگامی که گلدمن پس از ده ماه آزاد شد، جمعیت زیادی، نزدیک به ۳۰۰۰ نفر، در تئاتر تالیا در شهر نیویورک، به استقبال او آمدند. او خیلی زود در سیلی از درخواست‌های مصاحبه و سخنرانی غرق شد.
گلدمن برای کسب درآمد، تصمیم گرفت کار پزشکی را که در زندان آموخته بود، دنبال کند. با این حال، رشته‌های تخصصی ترجیحی وی - مامایی و ماساژ - برای دانشجویان پرستاری در ایالات متحده در دسترس نبودند. وی از طریق دریا به اروپا رفت و در لندن، گلاسکو و ادینبورگ سخنرانی کرد. وی با آنارشیست‌های مشهوری مانند اریکو مالاتستا، لویس میشل و پتر کروپوتکین دیدار کرد. در وین، او دو مدرک مامایی دریافت کرد و بلافاصله از آن‌ها در ایالات متحده استفاده کرد.
گلدمن در میان سخنرانی‌ها و اشتغالش به مامایی، اولین تور بین‌المللی برای سخنرانی دربارهٔ آنارشیسم را برگزار کرد. در نوامبر ۱۸۹۹ وی برای سخنرانی به اروپا بازگشت و در لندن با هیپولیت هاول، آنارشیست چکی، ملاقات کرد. آن‌ها با هم به فرانسه رفتند و به سازماندهی کنگره بین‌المللی آنارشیست ۱۹۰۰، در حومهٔ پاریس، کمک کردند. پس از آن هاول به ایالات متحده مهاجرت کرد و با گلدمن به شیکاگو سفر کرد. آن‌ها در آنجا، در کنار دوستان گلدمن اقامت داشتند.

### ترور مک‌کینلی

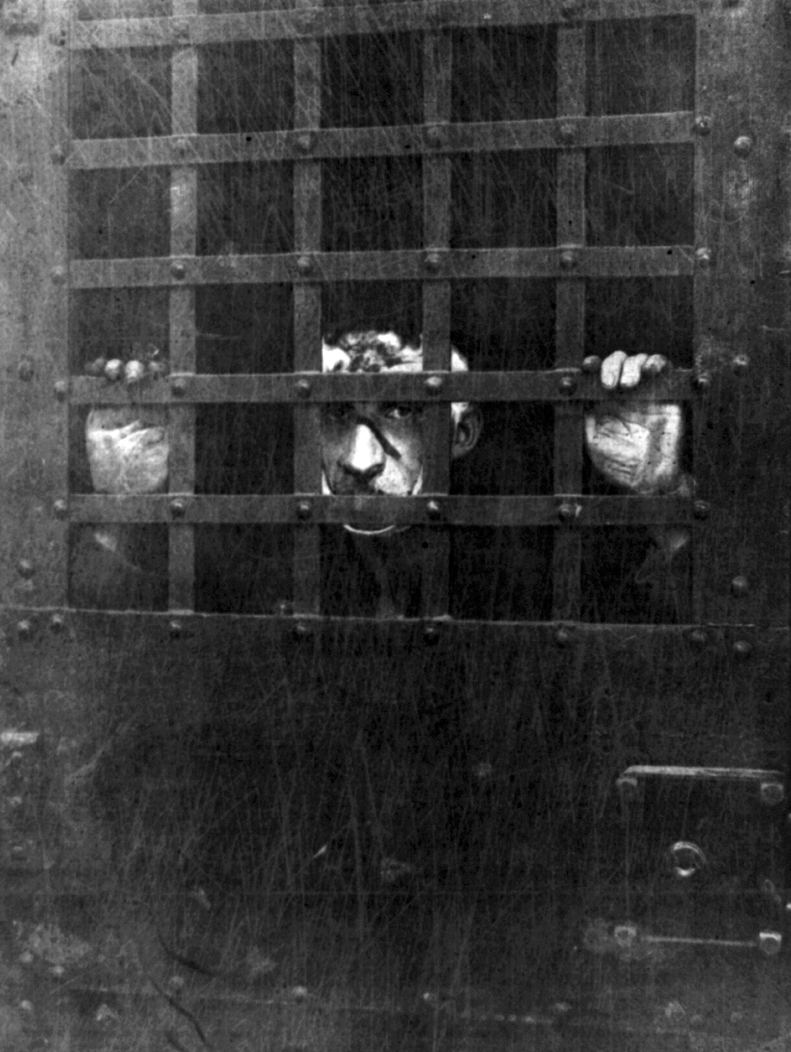
لئون چولگوش اصرار داشت که گلدمن از برنامهٔ ترور رئیس‌جمهور ایالات متحده، ویلیام مک‌کینلی دست نداشته؛ اما وی دستگیر و به مدت دو هفته در بازداشت بود.

در ۶ سپتامبر ۱۹۰۱، لئون چولگوش، یک کارگر بیکار کارخانه که در جمهوری‌خواهان ثبت‌نام کرده و سابقه بیماری روانی داشت، در جریان یک سخنرانی عمومی در بوفالو، نیویورک، رئیس‌جمهور وقت کشور، ویلیام مک‌کینلی، را دو بار هدف گلوله قرار داد. مک‌کینلی از ناحیهٔ استخوان سینه و معده مورد اصابت قرار گرفت و هشت روز بعد درگذشت. چولگوش دستگیر شد و شبانه‌روز بازجویی شد. وی در هنگام بازجویی ادعا کرد که آنارشیست است و گفت که پس از شرکت در سخنرانی گلدمن، از وی الهام گرفته‌است. مقامات از این بهانه استفاده کردند تا گلدمن را به برنامه‌ریزی در ترور مک‌کینلی متهم کنند. آن‌ها اما را در محل اقامتش در شیکاگو یافتند، جایی که با هاول، زوجی به نام ماری و آبه ایزاک و خانوادهٔ آن‌ها همراه بودند. گلدمن به همراه آیزاک، هاول و ده آنارشیست دیگر دستگیر شدند.

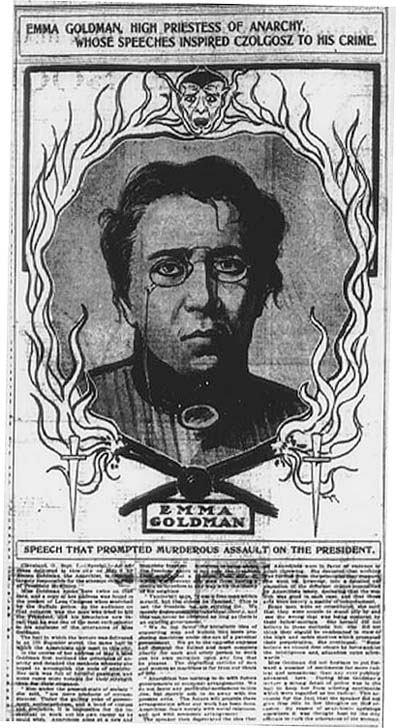
تبلیغاتی که در روزنامه شیکاگو دیلی تریبون، ۸ سپتامبر ۱۹۰۱ منتشر شد که اما گلدمن را به دلیل الهام‌بخشی به لئون چولگوش، در ترور رئیس‌جمهور ویلیام مک‌کینلی مقصر دانست.

پیش از اقدام به ترور، چولگوش تلاش کرده بود با گلدمن و همراهانش دوست شود، اما موفق نشده بود. در طول یک سخنرانی در کلیولند، چولگوش به گلدمن مراجعه کرده بود و از او در مورد این که کدام کتاب را باید بخواند، مشاوره گرفته بود. در ژوئیه سال ۱۹۰۱، او به خانه آیزاک رفت و یک سری سوالات غیر معمول را مطرح کرد. آن‌ها فکر کردند که او یک نفوذی است، همچون کسانی که به عنوان مأموران مخفی پلیس برای جاسوسی از گروه‌های رادیکال فرستاده می‌شدند. آن‌ها از او فاصله گرفته بودند و آبه آیزاک اخطاریه‌ای را به همکاران خود ارسال کرد و در مورد «جاسوس دیگری» هشدار داد.
اگرچه چولگوش بارها دخالت گلدمن را انکار کرد، اما پلیس وی را در بازداشت نزدیک نگه داشت و آن گونه که خود گلدمن گفته، تحت بازجویی خشن قرار گرفت. او دربارهٔ بی‌اعتمادی هم‌خانه‌های خود به چولگوش توضیح داد و سرانجام پلیس متوجه شد که وی هیچ تماس مهمی با مهاجم نداشته‌است. هیچ مدرکی در اثبات ارتباط میان گلدمن و حمله یافت نشد و او پس از دو هفته بازداشت، آزاد شد. قبل از مرگ مک‌کینلی، گلدمن پیشنهاد کرد که مراقبت‌های پرستاری او را بر عهده گیرد و از او به عنوان «صرفاً یک انسان» یاد کرد. چولگوش، با وجود شواهد قابل توجهی از بیماری روانی، به قتل محکوم و اعدام شد.
در طول بازداشت و پس از آزادی، گلدمن با قاطعیت از محکوم کردن اقدامات چولگوش امتناع ورزید و در این کار عملاً تنها بود. دوستان و هواداران - از جمله برکمن - او را ترغیب کردند که شیوهٔ خود را ترک کند. اما گلدمن از چولگوش به عنوان «موجودی فوق حساس» یاد کرده و سایر آنارشیست‌ها را به خاطر کنار گذاشتن او، سرزنش کرد. گلدمن در مطبوعات با نام «کاهن اعظم آنارشی» تحقیر شد، در حالی که بسیاری از روزنامه‌ها جنبش آنارشیسم را مسئول قتل اعلام کردند. در پی این حوادث، سوسیالیست‌ها از آنارشیست‌های رادیکال در ایالات متحده حمایت کردند. جانشین مک‌کینلی، تئودور روزولت، از قصد خود برای سرکوب «نه تنها آنارشیست‌ها، بلکه همهٔ هواداران فعال و منفعل آنارشیست‌ها» سخن گفت.

### مادر زمین و آزادی برکمن

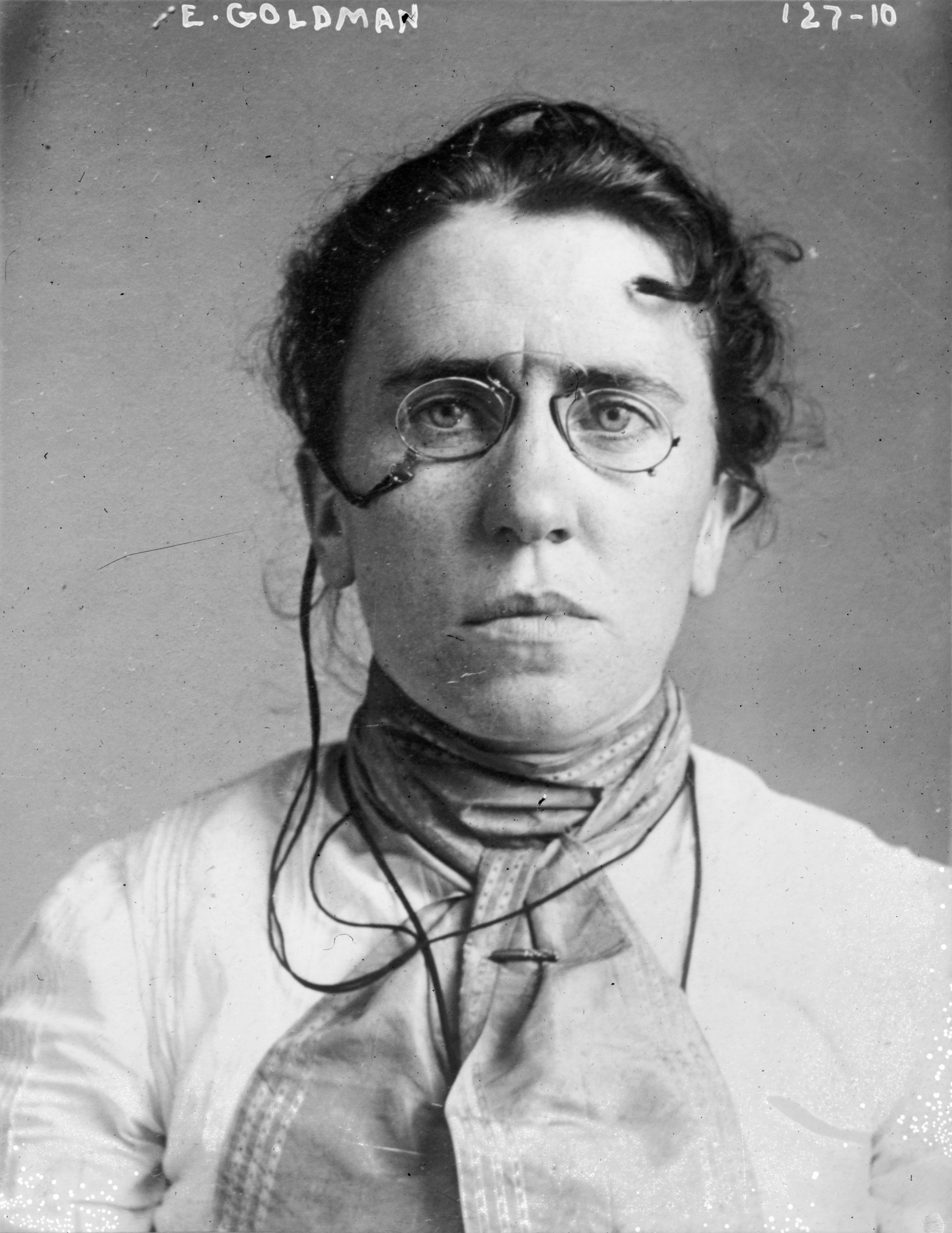
عکسی که پس از بازداشت گلدمن در قضایای ترور مک‌کینلی، در سال ۱۹۰۱، گرفته شد تا در پرونده‌اش درج شود.

پس از اعدام چولگوش، گلدمن گوشه‌نشین شد و عزلت اختیار کرد. او توسط هم‌مسلک‌های آنارشیستش سرزنش و تحقیر شده بود، از مطبوعات طرد شد و از معشوقش، برکمن، جدا افتاده بود؛ لذا به صورت ناشناس به شغل پرستاری ادامه داد. وی بعداً نوشت: «تلخ و دشوار بود که دوباره با زندگی روبرو شوم.»
او با استفاده از نام ای.جی. اسمیت زندگی عمومی را رها کرد و به عنوان پرستار خصوصی کار می‌کرد. هنگامی که کنگره ایالات متحده قانون محرومیت آنارشیسم (۱۹۰۳) را تصویب کرد، موج جدیدی از فعالیت برای مخالفت با این قانون بالا گرفت و گلدمن دوباره به جنبش کشانده شد. ائتلافی از مردم و سازمان‌ها در انتهای چپ طیف سیاسی، با این قانون مخالفت کردند و می‌گفتند این قانون آزادی بیان را نقض می‌کند. گلدمن بار دیگر سخنرانی‌هایش را شروع کرد.
پس از آن که یک آنارشیست انگلیسی به نام جان ترنر تحت قانون محرومیت آنارشیسم دستگیر و تهدید به اخراج از کشور شد، گلدمن برای حمایت از اهدافش، به لیگ آزادی بیان پیوست. این لیگ از وکلای مشهور کلارنس دارو و ادگار لی مسترز، که پرونده ترنر را به دادگاه عالی ایالات متحده بردند، کمک گرفت. گرچه ترنر و لیگ در دادخواهی شکست خوردند، ولی گلدمن آن را یک پیروزی تبلیغاتی می‌دانست. او دوباره به فعالیت آنارشیستی بازگشته بود، اما این کار مشکلاتی برای زندگی شخصیش ایجاد کرد. وی به برکمن نوشت: «من هرگز احساس چنین سنگینی بر دوشم نکردم.» همچنین در این ایام گفته‌است: «من می‌ترسم که برای همیشه محکوم به ماندن در حریم عمومی شوم و با مراقبت از زندگی دیگران، باعث فرسودگی زندگی خود گردم.»

مجلهٔ مادر زمین گلدمن، به خانه‌ای برای فعالان رادیکال و آزاداندیشان ادبی سراسر ایالات متحده تبدیل شد.

در سال ۱۹۰۶، گلدمن تصمیم گرفت یک نشریه تأسیس کند؛ «مکانی برای بیان حرف‌های جوانان ایدئالیست، در حوزه‌های هنر و ادبیات.» مادر زمین توسط کادری از فعالان رادیکال، از جمله هیپولیت هاول، ماکس باگینسکی و لئونارد ابوت اداره می‌شد. مادر زمین علاوه بر انتشار آثار ویراستاران اصلی خود و آنارشیست‌های سرتاسر جهان، برگزیده‌هایی از آثار نویسندگان مختلف را بازچاپ می‌کرد. پیر-ژوزف پرودون (فیلسوف فرانسوی)، پتر کروپوتکین (آنارشیست روسی)، فریدریش نیچه (فیلسوف آلمانی) و مری ولستون‌کرافت (نویسنده بریتانیایی) از جمله افرادی بودند که آثارشان مورد استفادهٔ مجله قرار می‌گرفت. گلدمن مرتباً دربارهٔ آنارشیسم، سیاست، مسائل کارگری، آتئیسم، جنسیت و فمینیسم می‌نوشت و اولین سردبیر مجله بود.
در ۱۸ مه همان سال، الکساندر برکمن از زندان آزاد شد. گلدمن با یک دسته گل رز به پیشواز رفت و او را در سکوی قطار با حال زار و نحیف دید و «دچار وحشت و ترحم» شد. هیچ‌یک قادر به صحبت نبودند. آن‌ها در سکوت به خانه بازگشتند. هفته‌ها، برکمن تلاش می‌کرد تا دوباره زندگیش را در جامعه احیا کند. تور سخنرانی سقط جنین بی‌نتیجه به پایان رسید. در کلیولند وی به قصد خودکشی، یک هفت‌تیر خرید. با این حال او به نیویورک بازگشت و فهمید که گلدمن با گروهی از فعالان که برای تأمل در مورد چولگوش دیدار می‌کردند، دستگیر شده‌است. برکمن که از این نقض آزادی اجتماع دوباره تحریک و برانگیخته شده بود، می‌گفت: «رستاخیز من فرا رسیده‌است!» لذا او و هم‌مسلکانش، تصمیم گرفتند که آزادی آن‌ها را خواستار شوند.
برکمن در سال ۱۹۰۷ سکان هدایت مادر زمین را به دست گرفت، در حالی که گلدمن برای جمع‌آوری کمک‌های مالی برای ادامه کار، خود به تور کشوری می‌رفت. ویراستاری مجله، برای برکمن تجربه‌ای احیاکننده بود. لیکن رابطهٔ او با گلدمن از هم پاشید و او با یک آنارشیست ۱۵ ساله به نام بکی ادلسون رابطه برقرار کرد. گلدمن با پس زده شدنش ناراحت بود، ولی این را نتیجهٔ دوران حبس برکمن می‌دانست. بعداً در همان سال، گلدمن به عنوان نمایندهٔ آمریکا در کنگره بین‌المللی آنارشیست آمستردام حاضر شد. آنارشیست‌ها و سندیکالیست‌های سراسر جهان برای رفع تنش بین این دو ایدئولوژی جمع شدند، اما توافق قاطعی حاصل نشد. گلدمن به ایالات متحده بازگشت و صحبت با مخاطبان زیادی را ادامه داد.

### ریتمن، مقاله‌ها و کنترل بارداری

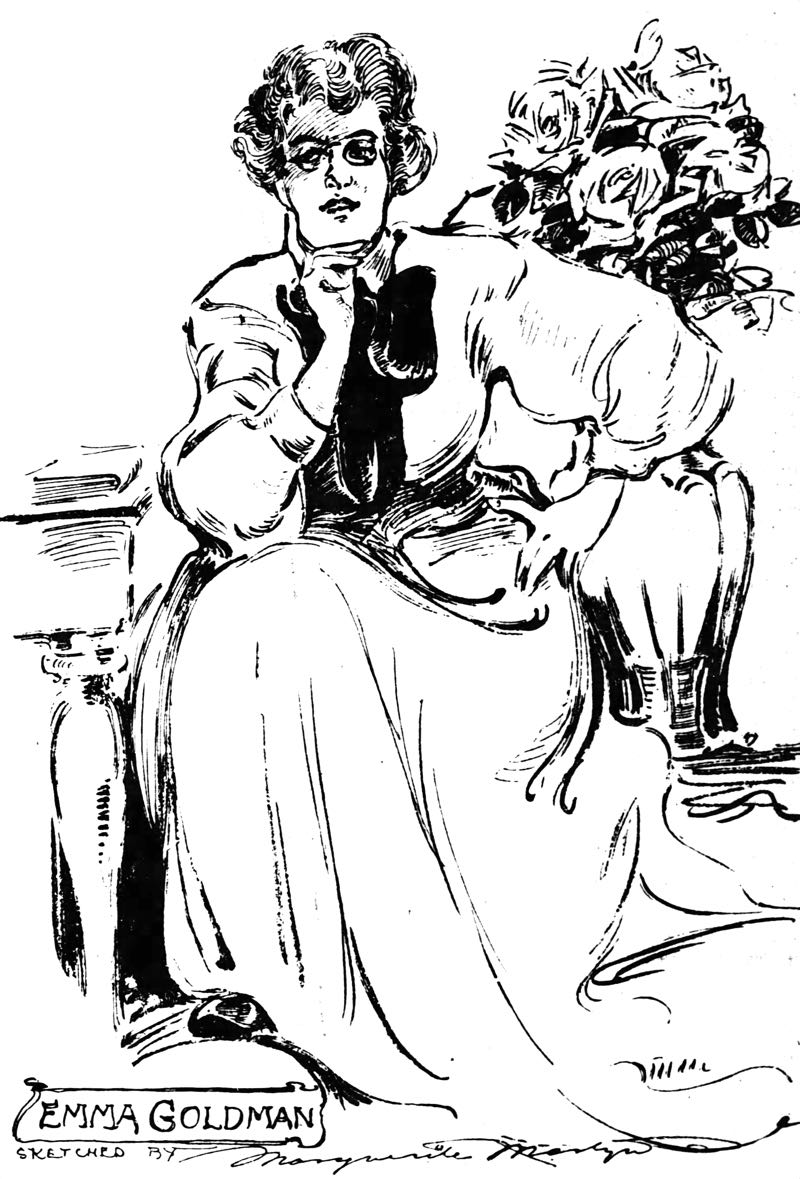
نقش از گلدمن در سال ۱۹۰۸، طراحی شده توسط مارگریت مارتین

تا ده سال پس از آن، گلدمن بدون توقف به سراسر کشور سفر می‌کرد، سخنرانی می‌کرد و مردم را به سوی آنارشیسم برمی‌انگیخت. ائتلاف‌هایی که در مخالفت با قانون محرومیت آنارشیسم تشکیل شده بودند، از او به خاطر اقداماتش قدردانی می‌کردند. وقتی وزارت دادگستری آمریکا جاسوسانی را برای خبر گرفتن فرستاد، آن‌ها جلسات را دارای فضایی «بسته» دانستند. نویسندگان، روزنامه‌نگاران، هنرمندان، قضات و کارگران از سراسر طیف، در مورد «قدرت مغناطیسی»، «حضور قانع‌کننده»، «سخنوری نیرومند و آتشین» او صحبت می‌کردند.
در بهار سال ۱۹۰۸، گلدمن با بن ریتمن، که به «دکتر هوبو» معروف بود، ملاقات کرد و عاشق او شد. ریتمن در محلهٔ تندرلوین شیکاگو بزرگ شده بود و چندین سال را به عنوان راننده کار می‌کرد و بعد مدرک پزشکی‌اش را از کالج پزشکان و جراحان شیکاگو گرفت. وی به عنوان یک پزشک، افراد فقیر و بیمار، به ویژه آنها که از بیماری‌های آمیزشی رنج می‌بردند، را معالجه می‌کرد. او و گلدمن رابطه‌ای را آغاز کردند. آن‌ها به عشق آزاد تعهد داشتند و ریتمن معشوقه‌های مختلفی داشت، اما گلدمن این کار را نکرد. او سعی کرد احساس حسادت خود را با اعتقاد به آزادی قلب سازگار کند، اما این کار دشوار بود.
دو سال بعد، گلدمن از مخاطبان سخنرانی احساس ناامیدی کرد. او آرزو داشت «به جای تعداد زیادی که می‌خواهند سرگرم شوند، به تعداد اندکی که واقعاً می‌خواهند یاد بگیرند» برسد. او مجموعه‌ای از سخنرانی‌ها و نوشته‌هایی را که برای مادر زمین نوشته بود، جمع‌آوری و کتابی با عنوان آنارشیسم و دیگر مقالات منتشر کرد. گلدمن با پوشش طیف گسترده‌ای از موضوعات، سعی کرد «مبارزات روحی و روانی بیست و یک سال» را نشان دهد. این کتاب علاوه بر نگاهی جامع به آنارشیسم و انتقادات آن، شامل مقالاتی دربارهٔ میهن‌پرستی، حق رأی زنان، ازدواج و زندان‌ها است.
هنگامی که مارگارت سنگر، طرفدار دسترسی به پیشگیری از بارداری، اصطلاح «کنترل بارداری» را ابداع کرد و اطلاعات مربوط به روش‌های مختلف را در شماره ژوئن سال ۱۹۱۴ مجله خود "زن شورشی" منتشر نمود، گلدمن از او حمایت کرد. سنگر از چند سال قبل، در تلاش برای افزایش دسترسی به کنترل تولد فعال بود. در سال ۱۹۱۶، گلدمن به دلیل درس دادن در مورد نحوه استفاده از داروهای ضدبارداری در ملأعام، دستگیر شد. سنگر نیز بر اساس قوانین کامستاک، که انتشار «مقاله‌های ناپسند، وقیح، یا هرزه» را ممنوع می‌کرد، دستگیر شد.
بعداً آن‌ها جدا شدند، زیرا سنگر معتقد بود گلدمن به اندازهٔ کافی از او حمایت نکرده‌است. گلدمن و ریتمن نسخه‌هایی از جزوات سنگر را تحت عنوان محدودیت خانوادگی (به همراه نسخهٔ مشابه مقالهٔ ریتمن) توزیع کردند. در سال ۱۹۱۵، گلدمن توری برای سخنرانی در سراسر کشور ترتیب داد که بخشی از آن، آگاهی در مورد گزینه‌های پیشگیری از بارداری بود. گرچه به نظر می‌رسید نگرش ملت نسبت به این موضوع آزاداندیشانه است، اما گلدمن در ۱۱ فوریه ۱۹۱۶، هنگامی که قصد داشت یک سخنرانی عمومی دیگر انجام دهد، دستگیر شد. گلدمن به نقض قانون کامستاک متهم شد. گلدمن که از پرداخت ۱۰۰ دلار جریمه امتناع می‌ورزید، دو هفته را در یک کارگاه زندان گذراند، که به نظر وی «فرصتی» برای برقراری ارتباط مجدد با افراد طرد شده توسط جامعه بود.

### جنگ جهانی اول

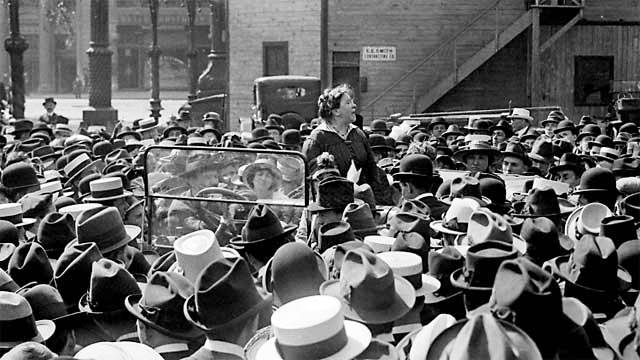
اما گلدمن در حال سخنرانی در نیویورک، ۱۹۱۶.

اگرچه رئیس‌جمهور وودرو ویلسون با شعار انتخاباتی «او ما را از جنگ دور نگه داشت» در سال ۱۹۱۶ مجدداً انتخاب شد، اما در آغاز دورهٔ دوم ریاست جمهوریش، اعلام کرد که ادامهٔ اقدامات آلمان در جنگ‌های غیرمجاز زیر دریایی، دلیل کافی برای شرکت ایالات متحده در جنگ است و وارد جنگ بزرگ شد. اندکی پس از آن، کنگره قانون خدمت گزینشی ۱۹۱۷ را تصویب کرد که طبق آن همهٔ مردان ۲۱ تا ۳۰ ساله برای ثبت‌نام در خدمت نظامی ثبت‌نام می‌کردند. گلدمن این تصمیم را تمرینی برای تهاجم نظامی‌گرایانه و ناشی از سرمایه‌داری دانست. وی در مادر زمین، قصد خود را برای مقاومت در برابر خدمت وظیفه و مخالفت با درگیر شدن ایالات متحده در جنگ، اعلام کرد.

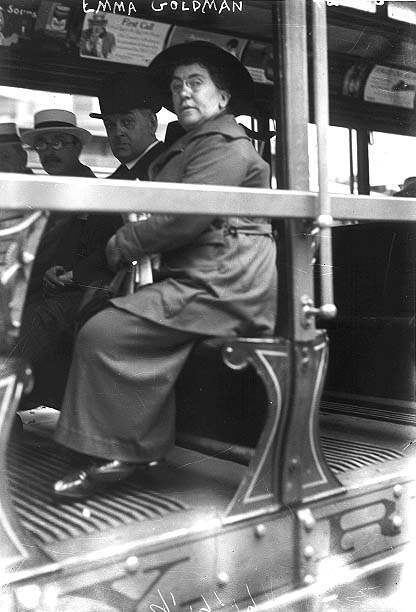
گلدمن در یک تراموای شهری در سال ۱۹۱۷، شاید هنگام اعتصاب یا تظاهرات.

به همین منظور، او و برکمن لیگ نه به سربازی را در نیویورک سازماندهی کردند که اعلام می‌کرد: «ما با خدمت اجباری مخالف هستیم، زیرا ما اینترناسیونالیست و ضد نظامی‌گری هستیم و با همهٔ جنگ‌هایی که توسط دولت‌های سرمایه‌داری برپا می‌شود، مخالفیم.» این گروه به پیشتاز فعالیت‌های ضد پیش‌نویس تبدیل شد و رساله‌هایشان در شهرها توزیع شد. هنگامی که پلیس به تظاهرات عمومی گروه هجوم برد تا مردان جوانی که در این پیش‌نویس ثبت نام نکرده بودند را بیابد، گلدمن و دیگران تلاش خود را بر توزیع جزوات و سایر نوشته‌ها متمرکز کرده‌بودند. با توجه به بالاگرفتن شور میهن‌پرستی در کشور، بسیاری از عناصر سیاسی چپ‌گرا از حمایت تلاش‌های این لیگ امتناع ورزیدند. به عنوان مثال، حزب صلح زنان پس از ورود آمریکا به جنگ، مخالفت خود با جنگ را متوقف کرد. حزب سوسیالیست آمریکا موضع رسمی علیه دخالت ایالات متحده اتخاذ کرد، اما در بیشتر فعالیت‌های خود از ویلسون حمایت کرد.
در ۱۵ ژوئن ۱۹۱۷، گلدمن و برکمن با یورش پلیس به دفاترشان دستگیر شدند؛ در حالی که دستگاه قضایی، «یک واگن سوابق و تبلیغات آنارشیست» را مصادره کرد. نیویورک تایمز گزارش داد که گلدمن خواستار تعویض لباس و پوشیدن چیز مناسب‌تری شد و با لباس «بنفش سلطنتی» ظاهر شد. این جفت به اتهام توطئه برای «ترغیب افراد به عدم ثبت‌نام»، تحت قانون جاسوسی تازه تصویبی، متهم شناخته شدند و هر کدام با قرار وثیقه ۲۵۰۰۰ دلاری، در بازداشت بودند. گلدمن هنگام دفاع از خود و برکمن، در دفاع از خود به متمم اول استناد کرد و گفت چگونه دولت می‌تواند ضمن سرکوب آزادی بیان در داخل کشور، ادعا کند که در دنیا در راه دموکراسی مبارزه می‌کند؟ او گفت:
ما می‌گوییم اگر آمریکا برای ایجاد امنیت در دنیا، برای دموکراسی وارد جنگ شده‌است، ابتدا می‌بایست دموکراسی را در آمریکا حفظ کند. جهان دیگر چگونه ادعای آمریکا را جدی بگیرد، وقتی از دموکراسی در داخل کشور هر روز تخطی می‌شود، آزادی بیان سرکوب می‌شود، مجالس مسالمت‌آمیز توسط گانگسترهای ظالم و وحشی با لباس یکدست، از هم پاشیده می‌شوند؛ وقتی مطبوعات آزاد محدود می‌شوند و به هر صدای مستقلی پوزبند می‌زنند؟ به راستی، وقتی که در دموکراسی فقیر هستیم، چگونه می‌توانیم از آن به جهانیان بدهیم؟
هیئت منصفه گلدمن و برکمن را مقصر شناخت. قاضی جولیوس مارشوئتز مایر حداکثر مجازات را صادر کرد: دو سال حبس، هر کدام ۱۰ هزار دلار جریمه نقدی و امکان تبعید پس از آزادی از زندان. گلدمن هنگام انتقال به ندامتگاه ایالتی میسوری، به یکی از دوستان خود نوشت: «دو سال زندان به دلیل داشتن موضع سازش‌ناپذیر برای ایدئال خود، بهای ناچیزی است.»
در زندان، او را به کار خیاطی گماشتند و تحت نظر «پسرک بدبخت دوره‌گرد ۲۱ ساله‌ای» بود. در آنجا با کیت ریچاردز اوهار سوسیالیست ملاقات کرد، که او نیز تحت قانون جاسوسی زندانی شده بود. اگرچه آن‌ها از نظر استراتژی سیاسی اختلاف نظر داشتند - اوهار به رأی دادن برای دستیابی به قدرت دولتی اعتقاد داشت - این دو زن متحد شدند که برای ایجاد شرایط بهتر، زندانیان را تحریک کنند. گلدمن همچنین با گابریلا سگاتا آنتولینی (آنارشیست و پیرو لوئیجی گالانی)، ملاقات کرد و دوست شد. آنتولینی در حال حمل کیسه‌ای پر از دینامیت به قطاری به مقصد شیکاگو، دستگیر شده بود. او از همکاری با مقامات امتناع کرد و برایش ۱۴ ماه حبس در نظر گرفته شد. این سه زن که به «تثلیث» معروف شدند، برای رسیدن به وضعیت بهتر در زندان، متحد شده بودند. گلدمن در ۲۷ سپتامبر ۱۹۱۹ آزاد شد.

### تبعید

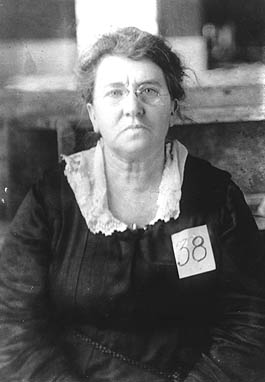
عکس اما گلدمن در تبعید، ۱۹۱۹.

گلدمن و برکمن در دورهٔ ترس سرخ (سال‌های ۱۹۱۹–۲۰) از زندان آزاد شدند. در آن هنگام، اضطراب عمومی در مورد فعالیت طرفداران آلمان در زمان جنگ، در اثر چشم‌انداز انقلاب بنیادین، جای خود را به ترس فراگیر از بلشویسم و چپ‌گرایی داده‌بود و زمان، زمانِ ناآرامی‌های اجتماعی ناشی از سازماندهی اعتصابات و اقدامات اعتصاب‌گران فعال در اتحادیه‌ها بود. الکساندر میچل پالمر (دادستان کل) و جی ادگار هوور (رئیس بخش اطلاعات کل وزارت دادگستری آمریکا، معادل FBI کنونی)، قصد داشتند با استفاده از قانون محرومیت آنارشیسم و بندهای افزوده‌شده در ۱۹۱۸ به آن، هر غیرشهروندی را که از انقلاب و آنارشی حمایت نماید، تبعید کنند. هوور در حالی که برکمن و گلدمن در زندان بودند، نوشت: «اما گلدمن و الکساندر برکمن، بدون شک دو نفر از خطرناک‌ترین آنارشیست‌های این کشورند و بازگشتشان به جامعه، آسیب‌های ناخواسته‌ای به دنبال خواهد داشت.»
گلدمن در دادگاه تبعید خود، در مورخهٔ ۲۷ اکتبر ۱۹۱۹، از پاسخ به سؤالاتی که دربارهٔ اعتقاداتش پرسیده می‌شد، امتناع کرد و اصرار داشت که حق شهروندی او در ایالات متحده، مغایر با شرایط مندرج در قانون محرومیت آنارشیسم نیست و نمی‌توانند او را نفی بلد کنند. وی بیانیه‌ای مکتوب منتشر کرد: «امروز به اصطلاح بیگانگان از کشور اخراج می‌شوند. فردا بومیان آمریکا تبعید خواهند شد. در حال حاضر برخی از وطن‌فروشان پیشنهاد می‌کنند فرزندان بومیان آمریکایی که دموکراسی برای آن‌ها یک آرمان مقدس است، تبعید شوند.» لوئیس پست در وزارت کار، که اختیار تصمیم‌گیری نهایی دربارهٔ تبعید را به عهده داشت، تعیین کرد که پس از پایان محکومیت همسرش کرشنر، در سال ۱۹۰۸، تابعیت آمریکایی او سلب شود. گلدمن نتوانست برای این حکم فرجام‌خواهی کند.
وزارت کار گلدمن و برکمن را در میان ۲۴۹ بیگانه‌ای که به‌طور دسته جمعی از آمریکا اخراج شدند، بیرون کرد. بیشتر این افراد با انجمن‌های تندرو ارتباط مبهمی داشتند و در حملات دولت در ماه نوامبر به دام افتاده بودند. کشتی بافورد، که «کشتی شوروی» لقب گرفت، این افراد را در ۲۱ دسامبر از بندر ارتش نیویورک سوار کرد و به راه افتاد. حدود ۵۸ مرد و چهار افسر سرباز وظیفه امنیت سفر را تأمین می‌کردند و اسلحه‌ها بین خدمه توزیع شده بود. بیشتر مطبوعات با شور و شوق این اقدامات را تأیید کردند. نشریهٔ پلین دیلر در کلیولند، نوشت: «امیدواریم و انتظار می‌رود که کشتی‌های بیشتر، بزرگ‌تر، سودمندتر و با بارهای مشابه، در پی آن روند و راهش را دنبال کنند.» کشتی روز شنبه ۱۷ ژانویه ۱۹۲۰ محکومان را در شهر هانکو، در فنلاند پیاده کرد. به محض ورود به فنلاند، مقامات آنجا تبعیدشدگان را تحت پرچم سفید آتش‌بس، به سوی مرز روسیه بردند.

### روسیه

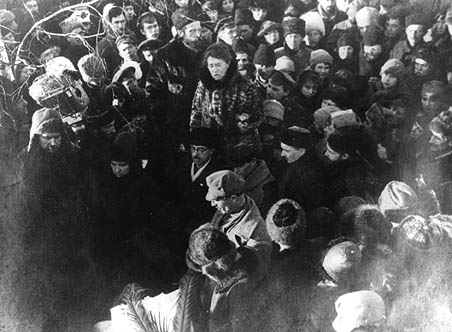
در این تصویر اما گلدمن در مراسم تشییع جنازه پتر کروپوتکین نطق می‌کند. در مقابل گلدمن رفیق او، الکساندر برکمن، ایستاده‌است. مراسم خاکسپاری کروپوتکین آخرین تظاهرات بزرگ آنارشیست‌ها در مسکو بود که در آن ده‌ها هزار نفر برای ادای احترام درگذشته، به خیابان‌ها ریختند.

گلدمن در ابتدا به انقلاب بلشویکی با دید مثبتی نگاه می‌کرد. او در مادر زمین نوشته بود که علی‌رغم وابستگی این انقلاب به دولت کمونیست، این «اساسی‌ترین، گسترده‌ترین و همه‌جانبه‌ترین اصول آزادی انسان و رفاه اقتصادی» را نشان می‌دهد. با این حال، هنگامی که او به اروپا نزدیک می‌شد، از آنچه قرار بود در آینده رخ دهد، ابراز ترس می‌کرد. او نگران جنگ داخلی روسیه و احتمال حمله به نیروهای ضد بلشویک بود. دولت، هرچند ضدسرمایه‌داری بود، اما تهدید محسوب می‌شد. وی به خواهرزادهٔ خود نوشت: «من در زندگی خود هرگز نمی‌توانستم در محدودهٔ دولت کار کنم»، چه بلشویست یا هر چیز دیگری که باشد.

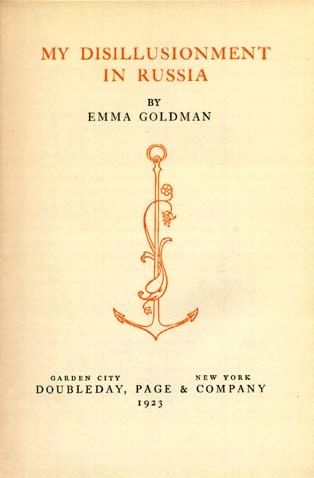
تجربیات گلدمن در روسیه شوروی منجر به نوشتن کتابی از او با عنوان ناامیدی من در روسیه شد.

او به سرعت دریافت که ترسش موجه بود. چند روز پس از بازگشت به پتروگراد (سن پترزبورگ)، او از شنیدن سخنان مقامات حزب دربارهٔ آزادی بیان و «خرافات بورژوازی» خواندن این حق، شوکه شد. هنگامی که او و برکمن به دور کشور سفر می‌کردند، به جای برابری و توانمندسازی کارگران که آرزو داشتند، شاهد سرکوب، سوءمدیریت و فساد بودند. در نظر گلدمن، کسانی که دولت را به زیر کشانده بودند، همچون ضد انقلابیون اهریمنی شده بودند و کارگران تحت شرایط سختی کار می‌کردند. وقتی آن‌ها با ولادیمیر لنین دیدار کردند، وی به آن‌ها خاطر نشان کرد که سرکوب آزادی مطبوعات توسط دولت، موجه است. وی به آن‌ها گفت: «در یک دورهٔ انقلابی، آزادی بیان وجود ندارد.» برکمن بیشتر مایل بود اقدامات دولت را به نام «ضرورت تاریخی» بپذیرد، اما سرانجام در مخالفت با اقتدار دولت شوروی، با گلدمن هم‌عقیده شد.
در مارس ۱۹۲۱، در پتروگراد کارگران اعتصاب کردند و به خیابان‌ها آمدند تا خواستار جیرهٔ غذایی بهتر و استقلال بیشتر اتحادیه‌ها شوند. گلدمن و برکمن احساس مسئولیت کردند که از اعتصاب‌کنندگان حمایت کنند و اظهار داشتند: «سکوت کردن اکنون غیرممکن و حتی مجرمانه است» این ناآرامی‌ها به شهر بندری کرونشتات گسترش یافت، جایی که دولت دستور داد برای سرکوب سربازان و ملوانان اعتصاب کننده، پاسخ نظامی داده شود. در شورش کرونشتات، تقریباً ۱۰۰۰ ملوان یا سرباز شورشی کشته و دو هزار نفر دیگر دستگیر شدند. بعداً بسیاری اعدام شدند. به دنبال این وقایع، گلدمن و برکمن به این نتیجه رسیدند که آینده‌ای در چنین کشوری برای آن‌ها وجود ندارد. وی نوشت: «ما به این نتیجه رسیده‌ایم که در اینجا نمی‌توانیم کاری انجام دهیم. ضمن این که تصمیم نداریم باقی عمرمان را هیچ نکنیم.»
در دسامبر ۱۹۲۱، آن‌ها کشور را ترک کردند و به ریگا، پایتخت لتونی، رفتند. کمیساریای آمریکایی در آن شهر مسئولان واشینگتن را مطلع کرد و آن‌ها شروع به درخواست اطلاعات در مورد فعالیت‌های زوج مذکور، از سایر کشورها کردند. پس از یک سفر کوتاه به استکهلم، آن‌ها چندین سال به برلین نقل مکان کردند. در این زمان گلدمن موافقت کرد که یک سری مقاله دربارهٔ زمان حضورشان در روسیه بنویسد و برای جوزف پولیتزر در روزنامهٔ نیویورک ورلد بفرستد. این‌ها بعداً به عنوان کتاب ناامیدی من در روسیه (۱۹۲۳) و ناامیدی بیشتر من در روسیه (۱۹۲۴) در قالب کتابی جمع‌آوری و منتشر شدند. ناشران برای جلب توجه، این عناوین را انتخاب کردند. گلدمن اعتراض کرد، ولی فایده‌ای نداشت.

### انگلیس، کانادا و فرانسه
گلدمن به سختی می‌توانست به جامعهٔ چپ‌گرای آلمان در برلین ملحق شود. کمونیست‌ها صراحتاً او را در مورد نکوهش شوروی تحقیر می‌کردند و لیبرال‌ها رادیکالیسم او را مورد تمسخر قرار می‌دادند. در حالی که برکمن در برلین بود و به تبعیدی‌های روسی کمک می‌کرد، گلدمن در سپتامبر ۱۹۲۴ به لندن نقل مکان کرد. ربکا وست (داستان‌نویس) به محض ورود گلدمن، شام پذیرایی برای او ترتیب داد و از برتراند راسل (فیلسوف)، اچ. جی. ولز (رمان‌نویس) و بیش از ۲۰۰ مهمان دیگر دعوت کرد. وقتی گلدمن از نارضایتیش دربارهٔ اعمال دولت شوروی صحبت کرد، حضار شوکه شدند و برخی اجتماع را ترک کردند. دیگران او را به خاطر انتقاد از اولین تجربهٔ عملی کمونیسم، مورد سرزنش قرار دادند. بعداً راسل در نامه‌ای تلاش‌های گلدمن برای تغییر سیستم در اتحاد جماهیر شوروی را نپذیرفت و آرمان‌گرایی آنارشیستی او را به سخره گرفت.

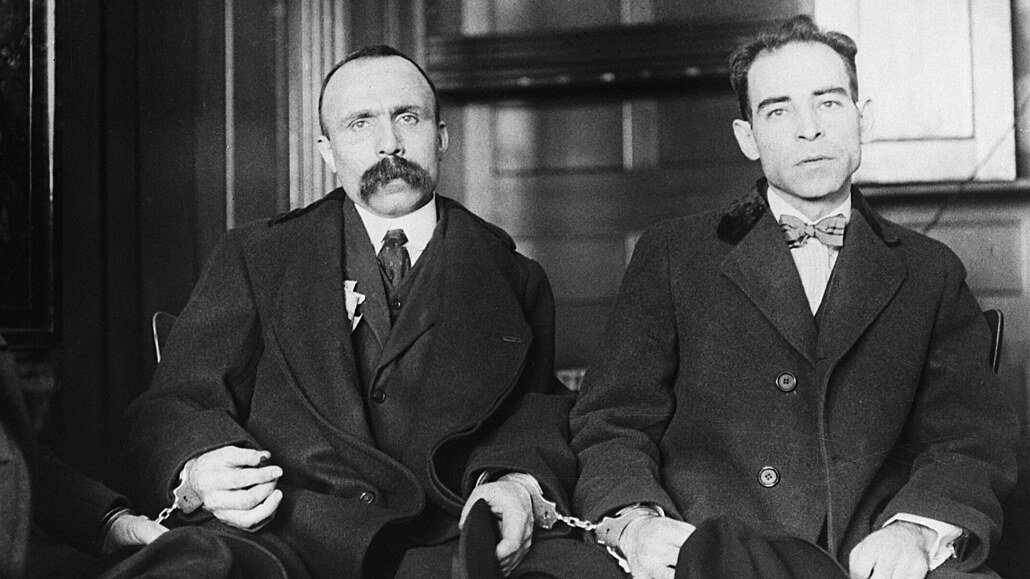
اعدام آنارشیست‌های ایتالیایی، نیکولا ساکو و بارتولومئو وانزتی (راست به چپ)، در سال ۱۹۲۷، برای گلدمن نگران‌کننده بود و پس از آن، تنها در کانادا زندگی می‌کرد.

در سال ۱۹۲۵، شائبه‌های اخراج مجدداً شایع شد، اما یک آنارشیست اسکاتلندی به نام جیمز کلتون، به گلدمن پیشنهاد ازدواج و گرفتن تابعیت انگلیس داد. اگرچه آن‌ها فقط دورادور همدیگر را می‌شناختند، او پذیرفت و آن‌ها در ۲۷ ژوئن ۱۹۲۵ ازدواج کردند. وضعیت جدید او باعث آرامش خاطرش شد و به او اجازه می‌داد به فرانسه و کانادا سفر کند. زندگی در لندن برای گلدمن استرس‌آور بود. او به برکمن نوشت: «من خیلی خسته‌ام و خیلی تنها و دلم گرفته. این یک احساس وحشتناک است که از سخنرانی‌ها به اینجا برگردید و یک روح آشنا پیدا نکنید، کسی که به مردن یا زنده ماندنتان اهمیت ندهد.» او در مطالعات تحلیلی درام کار می‌کرد و کارهایی را که در سال ۱۹۱۴ منتشر کرده بود، گسترش داد. اما کتاب مخاطبان را جذب نکرد و او هرگز کتاب دومش را در این زمینه به پایان نرساند.
گلدمن در همان زمان برای دریافت اخبار اعدام قریب‌الوقوع آنارشیست‌های ایتالیایی، نیکولا ساکو و بارتولومئو وانزتی در بوستون، به کانادا سفر کرد. او که از بی‌نظمی‌های این پرونده عصبانی شده بود، آن را یک اقدام ناعادلانهٔ دیگر در دستگاه قضایی ایالات متحده می‌دانست. او آرزو داشت که به تظاهرات مردمی در بوستون بپیوندد. خاطرات ماجرای های‌مارکت او را غرق در انزوا کرد. وی نوشت: «من پیش از خودم را زندگی کردم، تا علت کشته‌شدگان را جویا شوم. حال من چیزی نداشتم.»
در سال ۱۹۲۸، او با حمایت گروهی از تحسین‌کنندگان آمریکایی، از جمله اچ.ال. منکن (روزنامه‌نگار)، ادنا سنت وینسنت میلی (شاعر)، تئودور درایزر (رمان‌نویس) و پگی گوگنهایم (کلکسیونر هنری)، نوشتن خودزندگی‌نامهاش را آغاز کرد، که ۴۰۰۰ دلار برای او عایدی داشت. وی یک کلبه را در شهر ساحلی سنت تروپس فرانسه خریداری کرد و دو سال در آن زندگی نمود. برکمن بازخورد انتقادی شدیدی داشت که در نهایت به لطمه زدن به روابط آن‌ها تمام شد. گلدمن، می‌خواست کتاب «زندگیم را می‌کنم» را در یک جلد و به شکلی که طبقهٔ کارگر بتواند از عهدهٔ قیمتش برآید (وی نمی‌خواست بیش از ۵٫۰۰ دلار شود)، منتشر کند. ناشر او، آلفرد آ. ناپف، با این حال کتابش را منتشر کرد؛ زیرا دو جلد با هم، به قیمت ۷٫۵۰ دلار به فروش می‌رفت. گلدمن خشمگین بود، اما قادر به تحمیل تغییر نبود. به دلیل پیش آمدن رکود بزرگ، علی‌رغم علاقهٔ شدید کتابخانه‌های سراسر ایالات متحده، فروش کم بود. بررسی‌های انتقادی معمولاً ستایش‌گرانه بود. نیویورک تایمز، نیویورکر و ستردی ریویو همگی از این کتاب به عنوان یکی از برترین کتاب‌های غیرداستانی سال نام بردند.
در سال ۱۹۳۳، گلدمن به شرط این که فقط در مورد نمایش‌نامه و زندگی‌نامهٔ خود صحبت کند - نه از وقایع سیاسی فعلی - اجازه یافت در ایالات متحده سخنرانی کند. وی در ۲ فوریه ۱۹۳۴ به نیویورک بازگشت تا بتواند با مطبوعات به صورت مؤثر کار کند- به جز انتشارات کمونیست. به زودی او توسط ستایش‌گران و دوستانش محاصره شد و به گفتگو و مصاحبه دعوت شد. ویزای وی در ماه مه منقضی شد و برای این که درخواست دیگری برای بازدید از ایالات متحده ارائه دهد، به تورنتو بازگشت. با این حال، درخواست دوم او برای ویزا رد شد. او در کانادا ماند و مقاله‌هایی را برای نشریات ایالات متحده نوشت.
در فوریه و مارس ۱۹۳۶، برکمن عمل‌های جراحی غده پروستات انجام داد. در حال بازیابی قوایش در نیس با معشوقهٔ جدیدش، امی اکستاین، بود که در ژوئن، شصت و هفتمین سالگرد تولد گلدمن را در سن تروپز از دست داد. گلدمن از ناراحتی خود برای او نوشت، اما برکمن هرگز نامه را نخواند. گلدمن نیمه شب با او تماس گرفت و متوجه شد برکمن به شدت مضطرب است. گلدمن بلافاصله به نیس عزیمت کرد اما صبح که رسید، متوجه شد که او به خودش شلیک کرده و تقریباً در یک فلج کامل و کما قرار دارد. برکمن عصر آن روز درگذشت.

### جنگ داخلی اسپانیا
در ژوئیه ۱۹۳۶، پس از کودتا توسط بخش‌هایی از بدنهٔ ارتش اسپانیا علیه دولت جمهوری دوم اسپانیا، در این کشور جنگ داخلی آغاز شد. در همان زمان آنارشیست‌های اسپانیایی، که علیه نیروهای ناسیونالیست می‌جنگیدند، انقلاب آنارشیستی به راه انداختند. گلدمن به بارسلونا دعوت شد. او در همان حین، به خواهرزاده‌اش نوشت: «سنگینی به طرزی جادویی، از زمان مرگ ساشا بر قلب من فشار می‌آورد.» او توسط سازمان‌های کنفدراسیون ملی کار (CNT) و فدراسیون آنارکیستا ایبریکا (FAI) مورد استقبال قرار گرفت و برای اولین بار در زندگی خود، توانست طبق اصول واقعی آنارشیسم، در جامعه‌ای که توسط آنارشیست‌ها اداره می‌شد، زندگی کند. وی بعدها نوشت: «در تمام زندگیم با چنین مهمان‌نوازی، رفاقت و همبستگی مواجه نشده‌ام.» وی پس از گشت و گذار در مجموعه‌ای از مزارع اشتراکی در استان اوئسکا، به گروهی از کارگران گفت: «انقلاب شما برای همیشه، [این مفهوم] که آنارشیسم مخفف هرج و مرج است را نابود خواهد کرد.» گلدمن ویرایش نشریهٔ اطلاعات هفتگی CNT-FAI را آغاز کرد و به نامه‌ها با زبان انگلیسی پاسخ می‌داد.

گلدمن بولتن انگلیسی‌زبان سازمان‌های آنارکو-سندیکالیست کنفدراسیون ملی کار (CNT) و فدراسیون آنارکیستا ایبریکا (FAI) را در طول جنگ داخلی اسپانیا ویرایش می‌کرد.

گلدمن نگران آینده آنارشیسم در اسپانیا بود؛ زیرا CNT-FAI در سال ۱۹۳۷ - برخلاف اصل بنیادین آنارشیست در پرهیز از ساختارهای دولتی - به یک دولت ائتلافی پیوست و حتی دادن امتیازهای مکرر دیگری را به نام اتحاد علیه فاشیسم، پذیرفت. در نوامبر ۱۹۳۶، او نوشت که همکاری با کمونیست‌ها در اسپانیا، «انکار رفقای ما در اردوگاه‌های کار اجباری استالین است.» در همین حال، شوروی از ارسال سلاح به نیروهای آنارشیست امتناع ورزید و فعالیت‌های ضداطلاعاتی علیه آنارشیست‌ها در سراسر اروپا و ایالات متحده انجام می‌شد. گلدمن که دیدگاهش به جنبش تزلزل‌ناپذیر بود، به عنوان نمایندهٔ رسمی CNT-FAI به لندن بازگشت.
گلدمن با ارائهٔ سخنرانی‌ها و مصاحبه‌هایی، با شور و شوق از آنارکو-سندیکالیست‌های اسپانیایی حمایت کرد. او مرتباً برای دوهفته‌نامه اسپانیا و جهان که روی جنگ داخلی اسپانیا متمرکز بود، مطلب می‌نوشت. در ماه مه ۱۹۳۷، نیروهای تحت رهبری کمونیست به دژهای آنارشیست حمله کردند و اراضی اشتراکی را از هم پاشیدند. این واقعه در روزنامه‌های انگلیس و دیگر کشورها، به نفع و دلخواه کمونیست‌های جمهوری دوم اسپانیا روایت شد. روزنامه‌نگار انگلیسی، جورج اورول، که در دوران این سرکوب حاضر بود، نوشت: «گزارش‌های شورش‌های بارسلونا در ماه مه… برخلاف چیزهایی است که من به چشم خود شاهد بودم.»
گلدمن در سپتامبر به اسپانیا بازگشت، اما CNT-FAI در حال نابودی بود. از آن بدتر، آنارشیست‌ها و دیگر رادیکال‌های سراسر جهان از حمایت از اهداف آن‌ها خودداری کردند. نیروهای ناسیونالیست درست قبل از بازگشت او به لندن، در اسپانیا اعلام پیروزی کردند. ناامید از فضای سرکوبگرانهٔ انگلیس - که وی آن را «فاشیست تر از فاشیست‌ها» خواند - وی در سال ۱۹۳۹ به کانادا بازگشت. خدمات وی به آرمان آنارشیست در اسپانیا فراموش نشده‌است. در هفتادمین سالگرد تولدش، ماریانو وازکز (دبیرکل سابق CNT-FAI) از پاریس به او پیامی فرستاد و او را به خاطر مشارکت‌هایش ستایش کرد و از او با عنوان «مادر معنوی ما» یاد کرد. گلدمن این پیام را «زیباترین ادای احترامی که من دریافت کرده‌ام» خواند.

### سال‌های پایانی

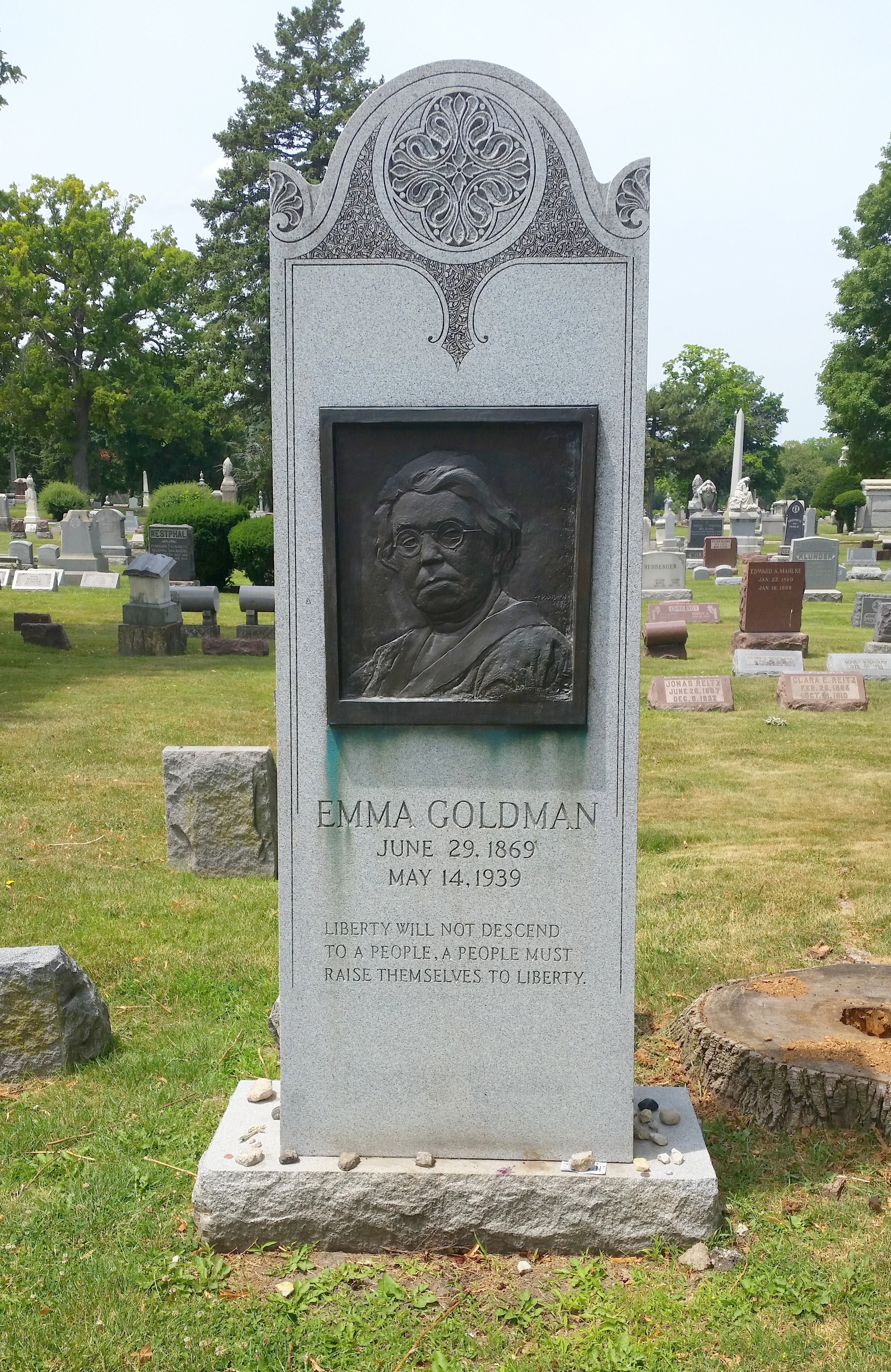
قبر گلدمن در گورستان خانهٔ جنگلی در ایلینوی. او در نزدیکی آنارشیست‌های اعدام شده در ماجرای های‌مارکت دفن شده. تاریخ‌های روی سنگ‌قبر نادرستند.

هم‌زمان با شروع وقایع پیش از جنگ جهانی دوم در اروپا، گلدمن بار دیگر مخالفت خود را با جنگ‌هایی که توسط دولت‌ها رخ می‌دهند، تکرار کرد. او که «از هیتلر، موسولینی، استالین و فرانکو خیلی متنفر» بود، در نامه‌ای به یک دوست نوشت: «من از جنگ علیه آن‌ها و دموکراسی‌هایی که در آخرین مرحله، فقط به فاشیست مبدل می‌شوند، حمایت نمی‌کنم.» وی احساس کرد انگلیس و فرانسه فرصت خود را برای مقابله با فاشیسم از دست داده‌اند و جنگ آینده فقط منجر به «شکل جدیدی از جنون در جهان» خواهد شد.

### مرگ
در روز شنبه، مورخهٔ ۱۷ فوریه ۱۹۴۰، گلدمن دچار سکتهٔ مغزی ناتوان‌کننده‌ای شد. او از ناحیهٔ راست فلج شد و اگرچه در حس شنوایی وی بی‌تأثیر بود، اما نمی‌توانست صحبت کند. همان‌طور که یکی از دوستانش او را توصیف کرده: «فقط به این فکر می‌کنم که اِما اینجا بود؛ بزرگ‌ترین سخنور در آمریکا، که حال قادر به گفتن یک کلمه هم نیست.» به مدت سه ماه، او اندکی بهبود یافت و عیادت‌کنندگان را پذیرفت و در یک مورد به کتاب آدرس خود اشاره کرد تا نشان دهد که ممکن است در سفر به مکزیک، با دوستانش تماس دوستانه پیدا کند. او در ۸ مه، دوباره سکته کرد و در ۱۴ مه، در ۷۰ سالگی، در شهر تورنتو درگذشت.
ادارهٔ مهاجرت و تابعیت آمریکا اجازه داد جسد وی را به ایالات متحده برگردانند. وی در گورستان والدهیم آلمان (که اکنون قبرستان خانهٔ جنگلی نامیده می‌شود) در فارست پارک، ایلینوی، حومهٔ غربی شیکاگو، در نزدیکی قبرهای اعدام‌شدگان پس از ماجرای های‌مارکت به خاک سپرده شد. نقش‌برجستهاش بر روی قبر، توسط مجسمه‌ساز جو دیویدسون حکاکی شد. بر روی سنگ قبرش گفتاوردی با این مضمون حک شد: «آزادی بر یک قوم نازل نخواهد شد؛ مردم باید خود را به آزادی برسانند.»

## فلسفه
اما گلدمن متأثر از متفکران و نویسندگان متنوعی از جمله میخائیل باکونین، هنری دیوید ثورو، پیتر کروپوتکین، رالف والدو امرسون، نیکلای چرنیشفسکی، مری ولستون‌کرافت و ولترین دو کلر بود. یکی دیگر از فیلسوفانی که بر گلدمن تأثیر گذاشت، فریدریش نیچه بود. وی در زندگی‌نامهٔ خود نوشت: "نیچه نظریه‌پرداز اجتماعی نبود، بلکه یک شاعر، شورشگر و مبتکر بود. خوی اشرافی او بر پایهٔ زادن و اموال نبود؛ بلکه ناشی از روحش بود. از این نظر نیچه یک آنارشیست بود و همهٔ آنارشیست‌های واقعی از اشرافند. "

### آنارشیسم
آنارشیسم از نگاه گلدمن، نقشی اساسی در جهان داشت و او امروز یکی از مهمترین چهره‌های تاریخ آنارشیسم به حساب می‌آید. وی که اولین‌بار در جریان آزار و شکنجهٔ آنارشیست‌ها پس از ماجرای های‌مارکت در سال ۱۸۸۶ به آنان جلب شد، به‌طور منظم به نمایندگی از آنارشیسم می‌نوشت و حرف می‌زد. او در مقاله‌ای به عنوان آنارشیسم و سایر مقالات نوشت:
پس آنارشیسم در واقع به معنای آزادی ذهن انسان از سلطهٔ مذهب، آزادی بدن انسان از سلطهٔ مالکیت و آزادی از قید و بند و اقتدار دولت است. آنارشیسم مخفف یک نظم اجتماعی است که بر اساس گروه‌بندی آزاد افراد و به منظور تولید ثروت واقعی اجتماع است. دستوری که دسترسی آزادانه مردم به زمین و برخورداری از مایحتاج زندگی را مطابق با خواسته‌ها، سلیقه‌ها و تمایلات فردی برای هر انسان تضمین می‌کند.
آنارشیسم گلدمن کاملاً شخصی بود. وی معتقد بود که لازم است متفکران آنارشیست با اعتقادات خود عمل کنند و عقاید خود را با هر عمل و کلمه به نمایش بگذارند. او یک بار نوشت: «من برایم مهم نیست که نظریهٔ مردی فردا درست باشد، من برایم مهم است که امروز روح او درست باشد.» آنارشیسم و ارتباط آزادانه، پاسخ‌های منطقی او در برابر محدودیت و کنترل دولت و سرمایه‌داری بودند. وی نوشت: «به نظر من این‌ها شکل جدید زندگی هستند و جای مدل قدیم را خواهند گرفت؛ آن هم نه با رأی دادن و موعظه، بلکه با زندگی کردنشان.»

در همان حین، او معتقد بود که جنبش به نمایندگی از آزادی بشر، باید توسط انسان‌های آزاده تشکیل شود. او عصر یک شب در حالی که در میان همکاران آنارشیست می‌رقصید، برای رفتار بی‌دغدغهٔ خود توسط یکی از همکارانش شماتت شد. گلدمن در خودزندگی‌نامه‌اش نوشته:
من به او گفتم سرش به کار خودش باشد، من از این که جنبش را دائماً به رخم می‌کشید، خسته شده بودم. من اعتقاد نداشتم که برای رسیدن به یک آرمان زیبا، برای آنارشیسم، برای آزادی و رهایی از اقتدار و تعصب، باید زندگی و شادی را انکار کنیم. من اصرار داشتم که آرمان ما نمی‌تواند انتظار داشته باشد که من مثل یک راهبه رفتار کنم و این جنبش نباید به یک دِیر تبدیل شود. اگر چنین معنایی داشت، من آن را نمی‌خواستم. «من آزادی، حق ابراز عقیده و حق همگان برای چیزهای زیبا و درخشان را می‌خواهم.»

#### استفادهٔ تاکتیکی از خشونت

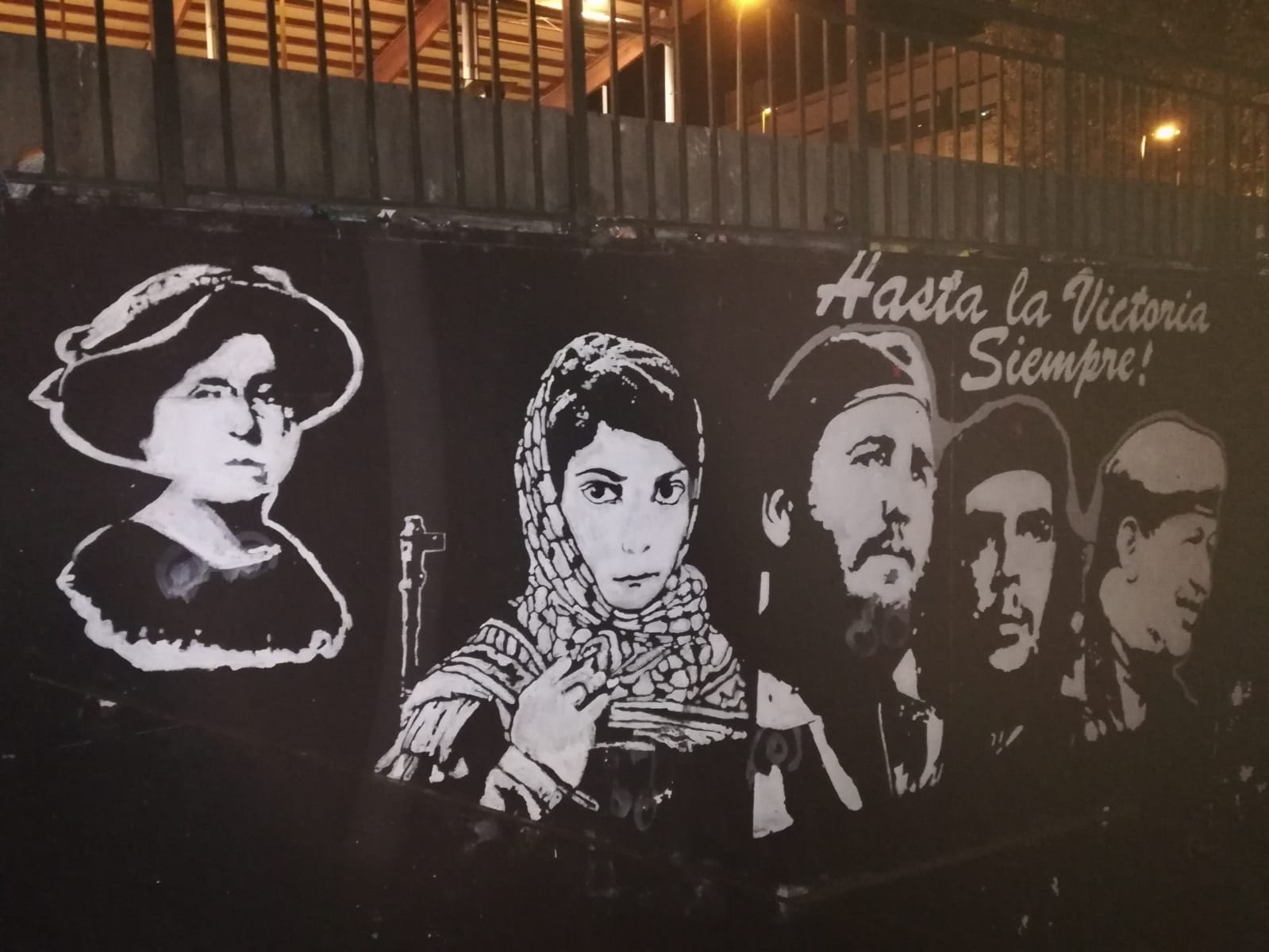
تصویری از اما گلدمن در کنار لیلا خالد، فیدل کاسترو، چگوارا و هوگو چاوز، بر روی یک مورال در شهر ارنانی، باسک، اسپانیا.

گلدمن، در اوایل فعالیت‌های سیاسیش، خشونت هدفمند را به عنوان ابزاری مشروع برای مبارزهٔ انقلابی، در نظر گرفت. گلدمن در آن زمان معتقد بود که استفاده از خشونت گرچه ناپسند است، اما در برابر مزایای اجتماعی آن، ممکن است توجیه شود. او به حمایت از پروپاگاندای مرگ و خشونت، توده‌ها را به شورش تشویق می‌کرد. او از تلاش الکساندر برکمن، شریک زندگیش، برای قتل صنعت‌گری به نام هنری کلی فریک حمایت کرد و حتی التماس کرد به او اجازه دهد در ترور شرکت کند. وی معتقد بود که اقدامات فریک طی اعتصاب کارگران، تحقیرآمیز بود و قتل وی نتیجهٔ مثبتی برای افراد شاغل به همراه خواهد داشت. وی بعداً در زندگی‌نامه‌اش نوشت: «بله، هدف در این مورد وسیله را توجیه می‌کرد.» در حالی که او هرگز صریحاً اقدام لئون چولگوش در ترور رئیس‌جمهور ایالات متحده، ویلیام مک کینلی، را تأیید نکرد، اما از آرمان‌های وی دفاع کرد و معتقد بود که اقداماتی مانند این، نتیجهٔ طبیعی نهادهای سرکوبگر است. او در «روانشناسی خشونت سیاسی» نوشت: «نیروهای انباشته شده در زندگی اجتماعی و اقتصادی ما، با انجام اقدامات خشونت‌آمیز به اوج خود می‌رسند؛ شبیه وحشتی که آسمان را هنگام طوفان و رعد و برق فرا می‌گیرد.»
تجارب او در روسیه باعث شد که او باور قبلی خود را مبنی بر این که «هدف انقلاب، ابزار را توجیه می‌کند»، محدود کند. وی در سخنانش در ناامیدی من در روسیه نوشت: «هیچ مغالطه‌ای بزرگ‌تر از این باور وجود ندارد که اهداف و نیات به یک گونه باشند، در حالی که روش‌ها و تاکتیک‌ها به گونهٔ دیگری باشند… ابزار به کار رفته، از طریق عادت فردی و عمل اجتماعی، خود بخشی از هدف نهایی می‌شود…» با این حال، در همان فصل، گلدمن تأیید کرد که «انقلاب در واقع یک روند خشونت‌آمیز است» و خاطر نشان کرد: «خشونت در تحولات انقلابی اجتناب‌ناپذیر و غم‌انگیز است.» بعضی‌ها اظهارات وی در مورد ترور بلشویکی را، به عنوان نفی همه نیروهای مبارز تعبیر کردند، ولی گلدمن این موضوع را در مقدمهٔ اولین چاپ ناامیدی من در روسیه اصلاح کرد:
من روی این که تخریب و ترور جزئی از انقلاب است، بحثی ندارم. من می‌دانم که در گذشته هر تغییر سیاسی و اجتماعی بزرگی خشونت را ضروری می‌کرد. . . برده‌داری سیاهان ممکن بود هنوز یک هنجار قانونی در ایالات متحده باشد، اگر روحیهٔ مبارزهٔ جان براونز نمی‌بود. من هرگز انکار نکرده‌ام که خشونت اجتناب‌ناپذیر است و اکنون نیز آن نتیجه را نمی‌گیرم. با این وجود استفاده از خشونت در جنگ، به عنوان وسیله‌ای برای دفاع، یک چیز است، و ایجاد یک اصل تروریسم، نهادینه کردن آن و بدل کردن آن به حیاتی‌ترین جایگاه در مبارزات اجتماعی، کاملاً چیز دیگری است. چنین تروریسمی ضدانقلاب را به وجود می‌آورد و به نوبهٔ خود ضدانقلاب می‌شود.
گلدمن نظامی شدن جامعه شوروی را نه ناشی از مقاومت مسلحانه فی نفسه، بلکه بینش سیاسی بلشویک‌ها دانست و نوشت: «یک اقلیت ناچیز که قصد ایجاد یک کشور مطلقه را دارد، لزوماً به سمت ستم و تروریسم سوق داده می‌شود.»

### سرمایه‌داری و کار
گلدمن معتقد بود که نظام اقتصادی سرمایه‌داری با آزادی انسان تعارض دارد. او در آنارشیسم و سایر مقالات نوشت: «تنها خواسته‌ای که دارایی می‌آورد، اشتهای پرخوریش برای دستیابی به دارایی بیشتر است، زیرا ثروت به معنای قدرت است؛ قدرت تسلیم کردن، خرد کردن، استثمار کردن، به بردگی کشاندن، هتک حرمت و به زیر کشاندن دیگران.» وی همچنین استدلال می‌کرد که سرمایه‌داری از کارگران انسانیت‌زدایی می‌کند، چنان‌که «تولیدکننده را انحصاراً ذره‌ای از ماشین می‌کند که عزم و ارادهٔ کمتری نسبت به کارفرمای فولاد و آهن دارد.»
گلدمن که در ابتدا مخالف هر چیز کمتر از انقلاب کامل بود، طی یک صحبت توسط یک کارگر مسن در صف اول، به چالش کشیده شد. وی در زندگی‌نامهٔ خود نوشت:
او گفت که پریشانی من در برابر چنین خواسته‌های اندکی، مثلاً چند ساعت در روز یا چند دلار بیشتر در هفته…، را درک می‌کند؛ اما مردان هم سن و سال او چه کاری باید انجام دهند؟ آن‌ها احتمالاً زنده نمی‌مانند تا سرنگونی نهایی نظام سرمایه‌داری را ببینند. آیا آن‌ها نیز باید از آزادی شاید دو ساعته از کار منفورشان، چشم‌پوشی کنند؟ این همان چیزی بود که می‌توانستند امیدوار باشند در طول زندگی خودشان محقق شود.

گلدمن فهمید که تلاش‌های کوچک‌تر برای بهبود شرایط کار، مانند دستمزد بالاتر و ساعات ماری کمتر، می‌تواند بخشی از یک انقلاب اجتماعی باشد.

### دولت
گلدمن دولت را اساساً و ناگزیر ابزاری برای کنترل و سلطه می‌دید.

#### رأی دادن
گلدمن در نتیجه نظرات ضد دولتی خود معتقد بود که رای‌گیری در بهترین حالت، بی‌فایده و در بدترین حالت، خطرناک است. وی نوشت، رأی دادن توهم مشارکت را به وجود می‌آورد، در حالی که توجه به ساختارهای واقعی تصمیم‌گیری را مستتر می‌کنند. در عوض، گلدمن از مقاومت هدفمند به صورت اعتصاب، اعتراض و «اقدام مستقیم علیه اقتدار تهاجمی و دخیل در نظم اخلاقی ما» حمایت می‌کرد. او حتی در شرایطی که بسیاری از آنارکو-سندیکالیست‌های دههٔ ۱۹۳۰ اسپانیا به تشکیل جمهوری لیبرال رأی دادند، موضع ضد رای‌گیری خود را حفظ کرد. گلدمن نوشت که آنارشیست‌ها از هر قدرتی که از آن به عنوان یک بلوک رای‌دهنده استفاده می‌کنند، باید در اعتصابات سراسر کشور استفاده کنند. وی با جنبش حق رأی زنان که خواستار حق رأی دادن به زنان بود، مخالف بود. وی در مقاله‌ای با عنوان حق رأی زن این ایده که دخالت زنان در دولت دموکراتیک، باعث جهت‌گیری عادلانه‌تر می‌شود را، به سخره می‌گیرد: "گویی زنان رای خود را نخواهند فروخت، گویی زنان سیاسی را نمی‌توان خرید!" او با اظهارات طرفداران حق رأی زن‌ها، مبنی بر برابری زنان با مردان، موافقت می‌کرد اما مخالف این بود که مشارکت آن‌ها در انتخابات، به خودی خود باعث ایجاد عدالت در دولت می‌شود.

#### سیستم زندان
گلدمن همچنین منتقد جدی سیستم زندان بود و هم رفتار با زندانیان و هم علل اجتماعی جرم را نقد می‌کرد. گلدمن به جرم به عنوان یک نتیجه طبیعی از یک سیستم اقتصادی ناعادلانه می‌نگریست. وی در مقاله‌اش با عنوان زندان‌ها: یک جرم اجتماعی و قصور، از نویسندگان قرن نوزدهم فیودور داستایوسکی و اسکار وایلد دربارهٔ زندان‌ها نقل قول کرد و نوشت:
سال به سال از دروازه‌های جهنمی زندان بدن‌های نحیف، منقوص، بی‌اراده و شکست خوردهٔ بشری به جهان بازمی‌گردند، که علامت قابیل بر پیشانیشان است، امیدهایشان خرد شده و تمام تمایلات طبیعیشان خنثی شده‌است. هیچ چیزی جز گرسنگی و وضعی غیرانسانی برای استقبال از این قربانیان نخواهد رفت و به زودی به عنوان تنها امکان بقایشان، در جرم فرومی‌روند.

#### نظامی‌گری
گلدمن متعهد به مقاومت در برابر جنگ بود، زیرا معتقد بود که جنگ‌ها توسط دولت‌هایی که نمایندگان دیدگاه سرمایه‌داری هستند، انجام می‌شود. وی به ویژه با سربازی مخالف بود و آن را به عنوان یکی از بدترین نوع زورگویی‌های حکومت به مردم در نظر می‌گرفت و یکی از بنیان‌گذاران لیگ نه به سربازی بود و برای تأسیس این لیگ در نهایت دستگیر، زندانی(۱۹۱۷) و نفی بلد (۱۹۱۹) شد.

#### آزادی بیان

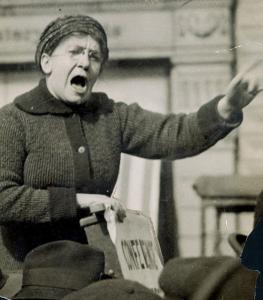
اما گلدمن به پرشور بودن سخنرانی‌هایش شهره بود.

گلدمن به دلیل سخنرانی و سازماندهی فعالیت‌هایش در حمایت از نیروی کار و اعتصابات مختلف، دسترسی به کنترل بارداری و مخالفت با جنگ جهانی اول، به‌طور معمول بازجویی، دستگیر و زندانی می‌شد. در نتیجه، او در اوایل قرن بیستم به عنوان فعال جنبش آزادی مطرح شد و آزادی بیان را یک ضرورت اساسی برای دستیابی به تغییرات اجتماعی می‌دانست. صراحت او در پیگیری از آرمان‌هایش در برابر بازداشت‌های مداوم، به راجر بالدوین، یکی از بنیان‌گذاران اتحادیه آزادی‌های مدنی آمریکا الهام بخشید. تجارب گلدمن و ریتمن در مبارزات آزادی بیان سانتیاگو (۱۹۱۲) نمونه‌های مشهور سرکوب دولتی و سرمایه‌داری علیه کمپین‌های آزادی بیان کارگران صنعتی جهان بود.

#### صهیونیسم
گلدمن همچنین از صهیونیسم انتقاد داشت و آن را آزمایش ناموفق دیگری برای اقتدار دولت دانست.

### فمینیسم و رابطه جنسی

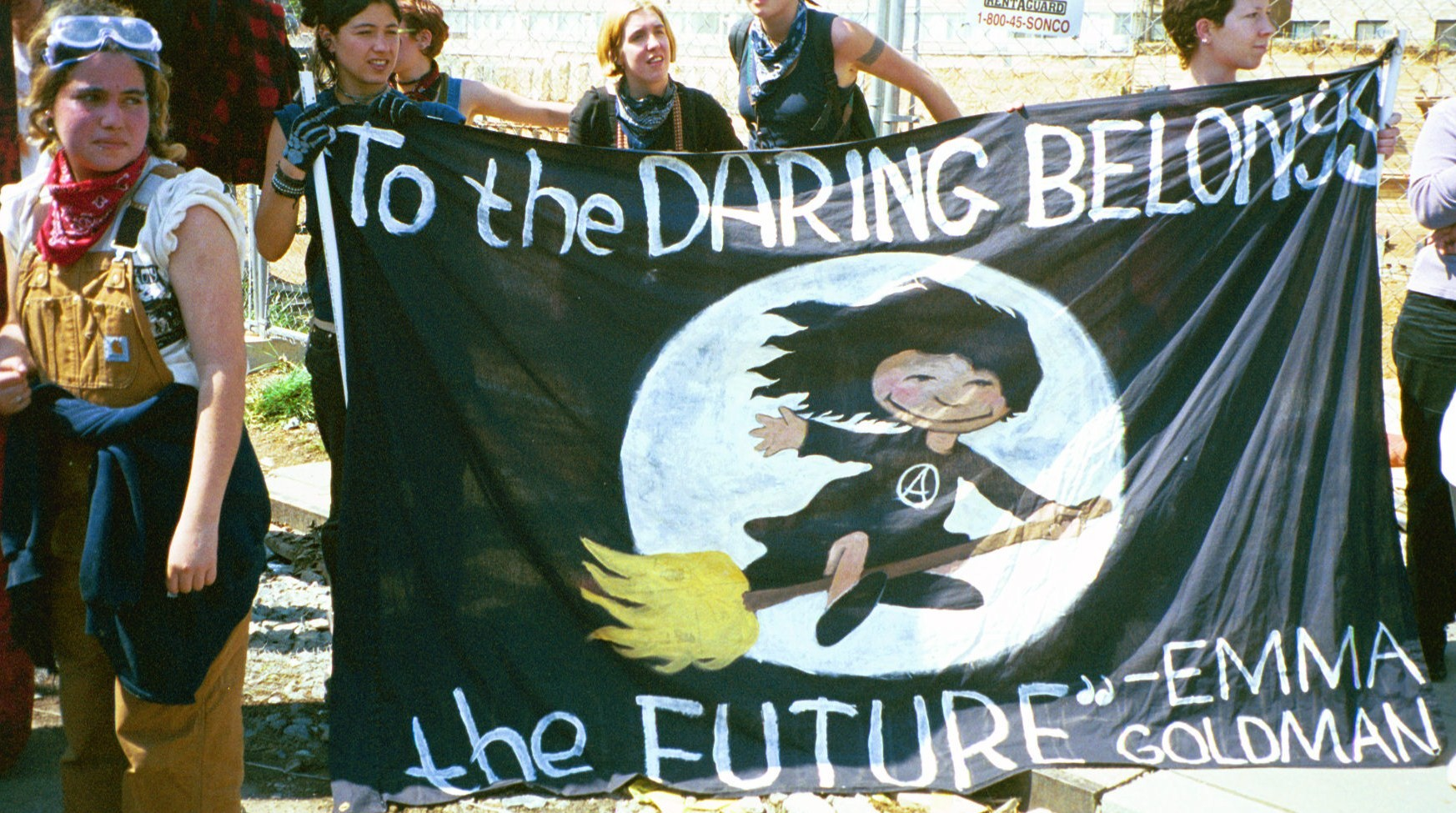
آنارکو-فمینیست‌ها در اعتراض به ضد جهانی‌سازی از گفتاوردهای اما گلدمن روی بنرهایشان استفاده می‌کنند.

گرچه رفتار گلدمن با اهداف حق رأی زنان در فمینیسم موج اول خصمانه بود، اما با اشتیاق از حقوق زنان دفاع می‌کرد و امروزه به عنوان بنیان‌گذار آنارکو-فمینیسم شناخته می‌شود، که پدرسالاری را به عنوان یک سلسله‌مراتب، همچون دولت و تقسیمات طبقاتی دیگر به چالش می‌کشد. در سال ۱۸۹۷، وی نوشت: «من خواهان استقلال زن، حق او برای تأمین هزینهٔ زندگیش، زندگی برای خودش، دوست داشتن هر کسی که بخواهد، یا هر تعداد افرادی که دوست دارد، هستم. من خواهان آزادی برای هر دو جنس، آزادی عمل، آزادی در عشق و آزادی در مادر شدن هستم.»
گلدمن با آموزش پرستاری، مدافع اولیهٔ آموزش زنان در زمینه پیشگیری از بارداری بود. او مانند بسیاری از فمینیست‌های زمان خود، سقط جنین را نتیجهٔ تلخ شرایط اجتماعی و کنترل بارداری را یک گزینهٔ مثبت دانست. گلدمن همچنین طرفدار عشق آزاد و منتقد جدی ازدواج بود. او فمینیست‌های اولیه را محدود در دامنهٔ فعالیت خود و محدود به چهارچوب‌های نیروهای اجتماعی پوریتانیسم و سرمایه‌داری می‌دانست. وی نوشت: «ما به خاطر سنت‌ها و عادت‌های قدیمی، به رشد بدون محدودیت نیاز داریم. جنبش برای رهایی زنان تاکنون شروع شده، اما اولین قدم در این مسیر است.»
گلدمن همچنین منتقد صریح تعصب نسبت به همجنس‌گرایان بود. اعتقاد وی مبنی بر این که آزادی اجتماعی باید به گِی‌ها و لزبین‌ها گسترش یابد، تا آن زمان حتی در بین آنارشیست‌ها هم چیزی کاملاً بی‌سابقه بود. آن طور که مگنوس هیرشفلد، سکسولوژیست آلمانی، می‌گوید: «او اولین و تنها زنی و در واقع اولین و تنها آمریکایی بود، که در دفاع از عشق همجنسگرایانه در برابر عموم مردم دفاع کرد.» وی در سخنرانی‌ها و نامه‌های متعدد، از حق مردان و زنان همجنسگرا برای دوست داشتن یکدیگر دفاع کرد و ترس و شرم مرتبط با همجنس‌گرایی را محکوم کرد. آن گونه که گلدمن در نامه‌ای به هیرشفلد نوشت، می‌گفت: «من احساس می‌کنم که یک فاجعه است که افراد از یک گرایش جنسی متفاوت، در جهانی گرفتار می‌شوند که درک کمی برای همجنس‌گرایان مشاهده می‌شود و نسبت به تنوع و درجه‌بندی‌های مختلف جنسیتی و اهمیت زیاد آن در زندگی، بسیار بی‌تفاوت است.»

### بی‌خدایی
اما گلدمن آتئیست متعهد بود و به دین به عنوان ابزاری برای کنترل و سلطه می‌نگریست. مقاله‌ای از او به نام فلسفهٔ آتئیسم، نقل‌قول‌های مکرری از باکونین دارد و می‌افزاید:
آگاهانه یا ناخودآگاه، اکثر باورمندان به خدایان و شیاطین، بهشت و جهنم، و پاداش و مجازات، در این‌ها تازیانه‌ای می‌بینند که مردم را به اطاعت، فروتنی و قناعت وامی‌دارد… فلسفهٔ آتئیسم بیانگر گسترش و رشد ذهن انسان است. فلسفهٔ خداباوری، اگر بتوانیم آن را فلسفه بنامیم، راکد و ماناست.
در مقالاتی مانند نفاق پوریتانیسم و سخنرانی با عنوان شکست مسیحیت، گلدمن با حمله به نگرش‌های اخلاقی و تلاش‌های ادیان برای کنترل رفتار انسان، دشمنان بسیاری در میان جوامع دینی برای خود ساخت. وی مسیحیت را در «دوام یک جامعهٔ برده‌داری» مقصر می‌دانست و معتقد بود که دین کارهایی را به آدمی در زندگیش دیکته می‌کند و به افراد فقیر وعده‌های دروغین آینده‌ای نعیم در بهشت را می‌دهد.

## میراث

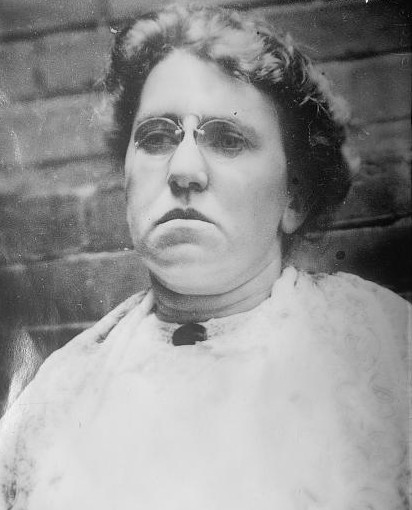
تصویر گلدمن غالباً همراه با یک عبارت محبوب از ایده‌های اوست: «اگر من نمی‌توانم برقصم، نمی‌خواهم در انقلاب تو باشم» و این بر روی دیوارها، لباس‌ها، برچسب‌ها و پوسترهای بی‌شماری، به عنوان نماد آزادی به کار گرفته شده.

گلدمن در طول زندگی خود به خوبی شناخته‌شده بود و به عنوان «خطرناک‌ترین زن آمریکا» توصیف می‌شد. پس از مرگ او و در اواسط قرن ۲۰، شهرت او کمرنگ شد. دانشمندان و مورخان آنارشیسم از وی به عنوان یک سخنران و فعال بزرگ یاد می‌کردند، اما وی را به عنوان یک متفکر فلسفی یا نظری، مثلاً هم‌تراز با کروپوتکین، نمی‌دانستند.
در سال ۱۹۷۰، نشریهٔ دوور پرس بیوگرافی گلدمن، با عنوان زندگیم را می‌کنم، را دوباره منتشر کرد و در سال ۱۹۷۲، نویسندهٔ فمینیست، آلیکس کیتس شولمن مجموعه‌ای از نوشته‌ها و سخنرانی‌های گلدمن را تحت نام "سخنان اِمای سرخ" منتشر کرد. این آثار، زندگی و نوشته‌های گلدمن را به مخاطبان بیشتری شناساند و او به ویژه در میان جنبش حقوق زنان اواخر قرن بیستم، ترویج شد. در سال ۱۹۷۳، یک دوست چاپچی از شولمن درخواست کرد، که از نقل‌قول‌های گلدمن در یک تی‌شرت استفاده کند. او جملاتی از زندگیم را می‌کنم را برای این کار برگزید؛ من‌جمله «حق ابراز عقیده و حق همگان برای چیزهای زیبا و درخشان را می‌خواهم.» و «که این شایسته نبود که آشوبگری برقصد». چاپچی بر اساس این بیانیه‌ها، جملهٔ شورانگیزی برساخت که به یکی از مشهورترین سخنان گلدمن تبدیل شده‌است، گرچه شاید او هرگز چنین عبارتی را نگفته و ننوشته باشد: «اگر من نتوانم برقصم، نمی‌خواهم در انقلاب شما باشم.» انواع مختلف این گفتاورد بر روی هزاران تی‌شرت، دکمه، پوستر، برچسب سپر، لیوان ماگ، کلاه و سایر اقلام چاپ شده‌است.

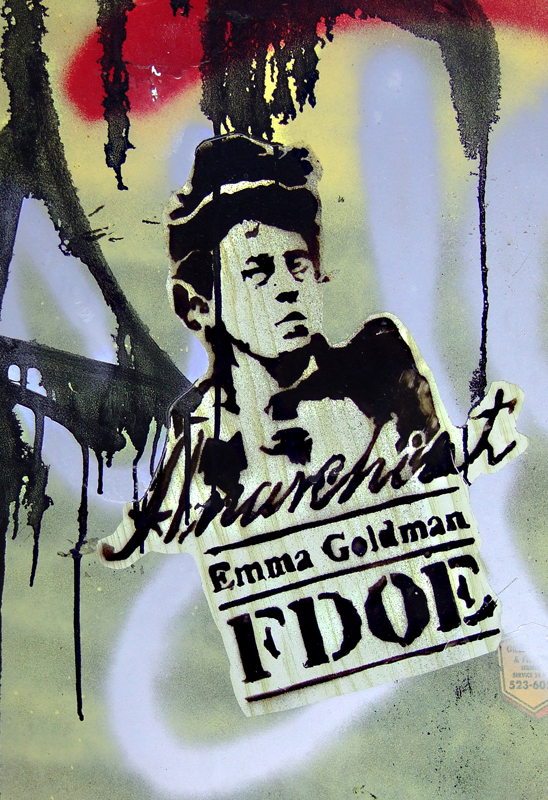
یک گرافیتی از گلدمن در مونترال، کانادا.

جنبش زنان دههٔ ۱۹۷۰ که «کشف مجدد» گلدمن را آغاز کرد، از اواخر دههٔ ۱۹۶۰ با یک جنبش آنارشیستی در حال احیا همراه شد، که همچنین باعث جلب توجه به عالمان آنارشیست پیشین شد. با رشد فمینیسم، همچنین شروع به بازنگری در کار فلسفی گلدمن کردند و فعالان این زمینه به اهمیت سهم گلدمن در برساختن اندیشهٔ آنارشیستی زمانه‌اش اشاره کردند. به عنوان مثال، اعتقاد گلدمن به ارزش زیبایی‌شناسی را می‌توان در توجهات زیاد به مقولهٔ آنارشیسم و هنر پس از آن، مشاهده کرد. به همین ترتیب، اکنون گفته می‌شود که گلدمن به‌طور قابل توجهی دامنهٔ فعالیت جنبش را، در زمینه‌های آزادی جنسی، حق تولید مثل و آزادی بیان گسترش داده‌بود.
گلدمن طی سال‌ها در آثار داستانی بی‌شماری به تصویر کشیده شده‌است، از جمله فیلم سرخ‌ها اثر وارن بیتی در سال ۱۹۸۱، که در آن مورین استپلتون نقشش را بازی می‌کند و برای این نقش خود برنده جایزه اسکار شد. شخصیت گلدمن همچنین در دو نمایش موزیکال برادوی، رگ‌تایم (Ragtime) و قاتلان (Assassins)، وجود داشت. آثار دیگری هم زندگی گلدمن را به تصویر می‌کشند، شامل نمایشنامه‌ها و رمان‌های: اما اثر هاوارد زین، مادر زمین اثر مارتین دوبرمن، مادر زمین اثر مارتین دوبرمن، اما گلدمن: عشق، آنارشی و امور دیگر (در مورد رابطه گلدمن با برکمن و دستگیری وی در رابطه با ترور مک‌کینلی) اثر جسیکا لیتواک، عشق بن، عشق اما (در مورد رابطهٔ گلدمن با ریتمن) اثر لین راگاف، امای سرخ اثر کارول بولت، و امای سرخ و راهبهٔ دیوانه اثر الکسیس روبلان، و رمان گل سرخ اثر اثل مانین در سال ۱۹۴۱.
از گلدمن با نام‌گذاری تعدادی از سازمان‌ها به یاد او، تقدیر شده‌است؛ از جمله کلینیک اما گلدمن (یک مرکز بهداشتی-درمانی زنان واقع در شهر آیووا)، «به احترام روحیهٔ چالش‌برانگیزِ» گلدمن. همچنین قهوه‌خانه-کتاب‌فروشی امای سرخ و فروشگاهی در بالتیمور، مریلند، نام خود را به دلیل اعتقادشان به «ایده‌ها و ایده‌آل‌هایی که او برای تمام زندگیش برای آن جنگید: آزادی بیان، برابری و آزادی جنسی و نژادی، حق سازماندهی در کار و در زندگیمان، ایده‌ها و آرمان‌های خودمان که حتی امروز نیز برای آن‌ها مبارزه می‌کنیم»، از نام اما گلدمن برگرفته‌اند.
پائول گایلیوناس و همسر فقیدش، هلن هیل، ترانه مشترک و آنارشیستی «اما گلدمن» را نوشتند که توسط گروه پیگی: ارکستری کالیپسی مارتیمز، در سال ۱۹۹۹ اجرا و منتشر شد. این آهنگ را بعداً گروه نوبنیاد «جالینوس مشکل‌ساز» هم اجرا و در آلبوم مشکل‌سازان به اینجا می‌آیند در سال ۲۰۰۴، منتشر کرد.
آهنگ گروه پانک بریتانیایی «مارتا» به نام آژانس کارآگاهی گلدمن، گلدمن را به شکل یک کارآگاه خصوصی که در حال تحقیق در مورد پلیس و فساد سیاسی است، به تصویر می‌کشد.

## آثار

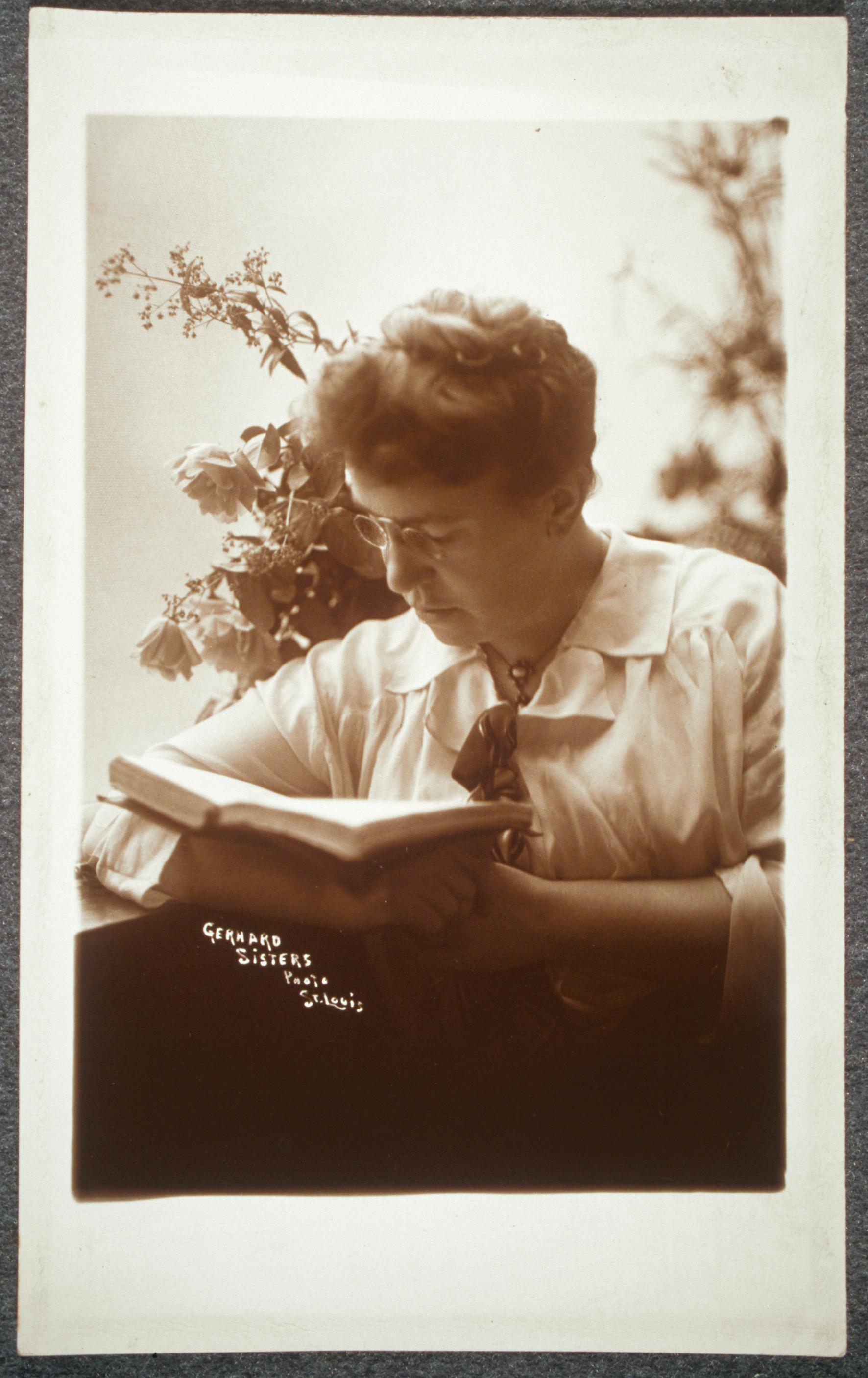
تصویری از گلدمن در حال مطالعه، دههٔ ۱۹۱۰.

گلدمن نویسنده‌ای پرکار بود و تعداد پرشماری از جزوات و رسائل را دربارهٔ طیف متنوعی از موضوعات نوشت. وی شش کتاب تألیف کرده بود، که شامل زندگی‌نامهٔ خودش، زندگیم را می‌کنم (آنگونه که من زیستم) و زندگی‌نامهٔ همکار آنارشیستش، ولترین دو کلر، هم می‌شود.

### کتاب‌ها
- آنارشیسم و سایر مقالات. نیویورک: انجمن انتشارات مادر زمین، ۱۹۱۰.
- اهمیت اجتماعی درام مدرن. بوستون: مطبوعات گورهام، ۱۹۱۴.
- ناامیدی من در روسیه. گاردن سیتی، نیویورک: دابل‌دی، پیج اند کو، ۱۹۲۳.
- ناامیدی بیشتر من در روسیه. گاردن سیتی، نیویورک: دابل‌دی، پیج اند کو، ۱۹۲۴.
- زندگیم را می‌کنم، نیویورک: ناپف، ۱۹۳۱.
- ولترین د کلر. ارتفاعات برکلی، نیوجرسی: نشر اوریول، ۱۹۳۲.

### مجموعه‌های ویرایش‌شده
- چنین گفت امای سرخ: گزیدۀ گفتارها و نوشتارها. نیویورک: رندوم هاوس، ۱۹۷۲.شابک ‎۰-۳۹۴-۴۷۰۹۵-۸
- اما گلدمن: تاریخچهٔ مستند سال‌های آمریکا، جلد ۱ - ساخته شده برای آمریکا، ۱۸۹۰–۱۹۰۱. برکلی: انتشارات دانشگاه کالیفرنیا، ۲۰۰۳.شابک ‎۰-۵۲۰-۰۸۶۷۰-۸
- اما گلدمن: تاریخچهٔ مستند سال‌های آمریکا، جلد ۲ - ایجاد آزادی بیان، ۱۹۰۲–۱۹۰۹. برکلی: انتشارات دانشگاه کالیفرنیا، ۲۰۰۴.شابک ‎۰-۵۲۰-۲۲۵۶۹-۴
- اما گلدمن: تاریخچهٔ مستند سال‌های آمریکا، جلد ۳ - نور و سایه‌ها، ۱۹۱۰–۱۹۱۶. استنفورد: انتشارات دانشگاه استنفورد، ۲۰۱۲.شابک ‎۰−۸۰۴۷−۷۸۵۴-X